# Révolution de 1918 en Alsace-Lorraine
La révolution de 1918 en Alsace-Lorraine désigne un mouvement insurrectionnel d’inspiration communiste marqué par la formation de conseils d'ouvriers et de soldats dans plusieurs villes d’Alsace-Lorraine à partir du 8 novembre 1918,. Le drapeau rouge est ainsi hissé au sommet de la cathédrale de Strasbourg. Ces évenements résultent de la fin de la Première Guerre mondiale et de la révolution allemande de 1918-1919.
Les conseils se dissolvent d’eux-mêmes face aux troupes françaises qui avancent en direction des villes évacuées par les autorités allemandes à la suite de la signature de l’Armistice,. L’entrée de la 4e armée du général Gouraud à Strasbourg le 22 novembre 1918 met fin aux insurrections dans la région, qui est alors rattachée la France. Contrairement aux révolutions de 1917 à 1923 en Bavière, Hongrie et Tchécoslovaquie en 1919, cet épisode révolutionnaire n’a pas débouché sur la création d’une république des conseils.
Durant ses quelques jours d’existence, le mouvement a toutefois assuré une transition politique entre la chute de l’Empire allemand et l’installation de l’administration française dans les départements du Bas-Rhin, du Haut-Rhin et de la Moselle.

## L’Alsace-Lorraine au début du XXesiècle

### Situation jusqu’en 1914

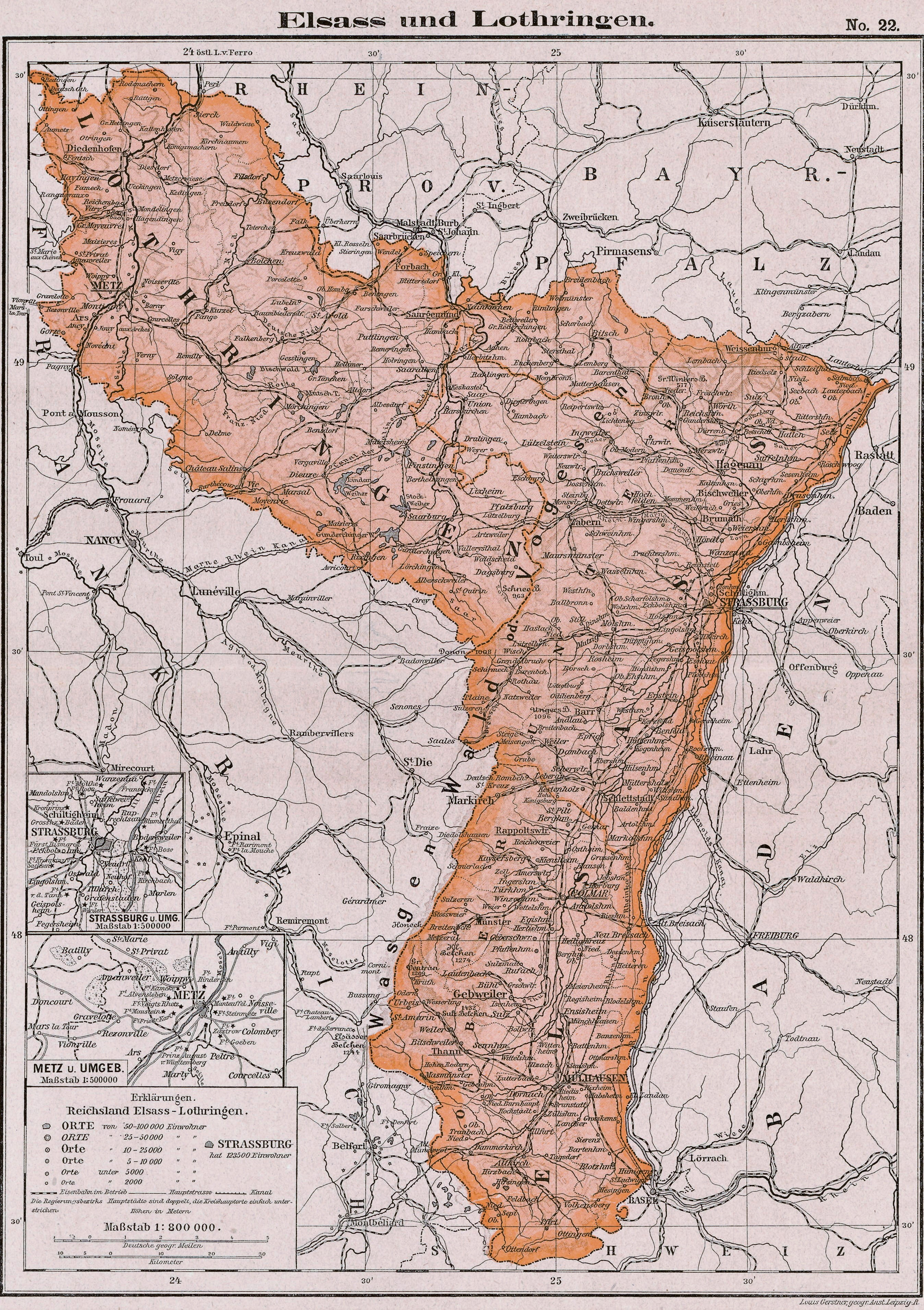
Carte de l'Alsace-Lorraine.

En vertu du traité de Francfort du 10 mai 1871 à la suite de la guerre franco-prussienne, les territoires que la France cède à l’Empire allemand forment la « terre d’Empire d’Alsace-Lorraine » (en allemand : Reichsland Elsaß-Lothringen) qui est considérée comme un bien commun des vingt-cinq États qui composent l’état fédéral allemand. Dans les faits, l’Alsace-Lorraine relève directement de la Couronne impériale et bénéficie d’un statut particulier au sein de l’Empire : le territoire est régi par les autorités fédérales représentées dans la région par un haut fonctionnaire installé à Strasbourg et appelé Oberpräsident dans un premier temps puis Statthalter ou « gouverneur ».
À partir de 1874, la Constitution allemande s’applique à l’Alsace-Lorraine dont la population est représentée par des députés au Reichstag, la chambre basse du Parlement fédéral à Berlin. Les lois concernant le Reichsland sont quant à elles votées par le Bundesrat, la chambre haute. La région est divisée en trois districts (Lorraine, Basse-Alsace et Haute-Alsace) qui disposent chacun d’une assemblée, ou Bezirkstag. Ces trois assemblées nomment les membres de la délégation régionale du Reichsland à Strasbourg, le Landesausschuss, qui n’a qu’un rôle consultatif en 1874 avant de recevoir en 1877 une fonction législative et des pouvoirs financiers sous contrôle du Bundesrat.
Les autorités fédérales accordent le 31 mai 1911 une constitution régionale au Reichsland qui est dès lors considéré comme un Land allemand à part entière et obtient une plus large autonomie : le Landesausschuss laisse place à une assemblée désormais élue, le Landtag, ou « parlement régional » siégeant au Palais de la diète d'Alsace-Lorraine. Malgré l’existence de ces organes représentatifs, le pouvoir en Alsace-Lorraine est en réalité exercé par l’armée impériale comme le révèle l’Affaire de Saverne en 1913.

### La Première Guerre mondiale dans la région

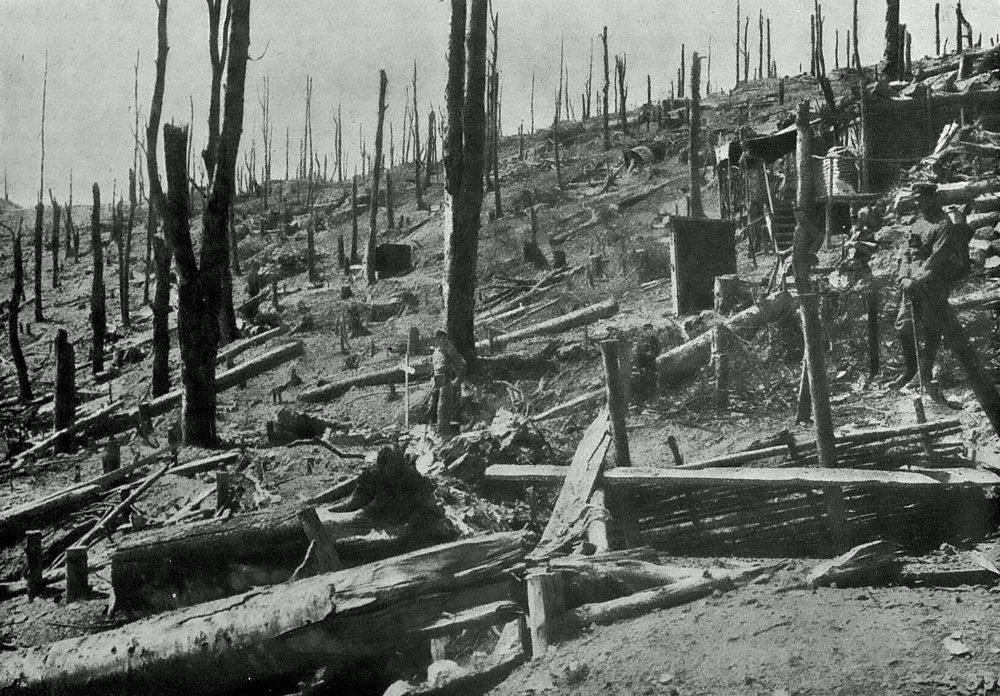
Les pentes du Hartmannswillerkopf en 1915.

Les tensions diplomatiques en Europe durant l’été 1914 poussent l’empereur Guillaume II à proclamer le 31 juillet « l’état de danger de guerre » (Kriegsgefahrzustand) qui place le pouvoir civil allemand sous le contrôle des autorités militaires. Dès le 1er août, celles-ci suspendent les libertés individuelles, la liberté de presse, les droits de réunion et d’association. Alors que l’Allemagne entre en guerre le même jour, le régime de l’état de siège s’établit sur son territoire et débute alors une dictature militaire animée par la crainte de la trahison.
En Alsace-Lorraine, les autorités allemandes interdisent les titres de presse francophones et mettent en place des mesures de répression : épurations, arrestations et mesures d’éloignement. Les personnes suspectées de sympathies envers la France sont alors arrêtées et internées dans diverses forteresses à travers l’Empire allemand. Au même moment, plus de 380 000 Alsaciens-Lorrains sont enrôlés dans l’armée allemande, dont 16 000 dans la marine, pour affronter les forces de l’Entente, dont la France. Celle-ci est animée par le projet de reconquérir les « provinces perdues » d’Alsace-Lorraine et par un esprit de revanche envers l’Allemagne depuis 1871.
Les premières offensives françaises sont lancées en Haute-Alsace et en Lorraine mosellane pour tenter de prendre rapidement Mulhouse, Morhange et Sarrebourg, sans succès : si la bataille des Frontières est couronnée par des victoires allemandes, la situation se stabilise dans les Vosges dès la fin de l’année 1914. La guerre s’enlise dans cette partie du front de l’Ouest. La bataille du Hartmannswillerkopf et celle du Linge n’entraînent aucun changement majeur dans l’évolution du front dans la région malgré les milliers de morts dans les deux camps.

### Projets d’autonomie et de neutralité
À la suite des revers subis par l’armée allemande en France et en Belgique durant l’été 1918, la situation politique en Allemagne change au cours de l’automne. La perspective d’une victoire de l’Entente pousse le gouvernement allemand à annoncer l’autonomie de l’Alsace-Lorraine afin d’essayer de maintenir celle-ci dans l’Empire : la tentative vise à accorder au Reichsland le statut d’État fédéré à l’instar des vingt-cinq États allemands. Au mois de septembre 1918, les services du groupe d’armées d’Albrecht von Württemberg fondent l’Elsässer Bund, association visant à promouvoir l’influence allemande en Alsace face aux aspirations des Alsaciens francophiles souhaitant voir la région retourner à la France.
Le 8 octobre 1918, le maire de Strasbourg Rudolf Schwander est convoqué à Berlin pour se voir proposer le poste de Statthalter d’Alsace-Lorraine : il entre en fonction le 14 octobre. Karl Hauss, chef de file du groupe parlementaire du Centre alsacien-lorrain au Landtag, est nommé Staatssekretär le 19 octobre et a pour mission de former un gouvernement régional. Avec la nomination d’un protestant et d’un catholique, le gouvernement fédéral allemand pense ainsi ménager les susceptibilités religieuses dans la région, mais cette décision déchaîne la fureur d'Eugène Ricklin, surnommé le « Lion du Sundgau » et président de la seconde chambre du Landtag. Il s’exprime le 23 octobre devant le Reichstag à Berlin pour s’opposer au projet d’autonomie qui, selon lui, ne vise qu’à transformer le Reichsland en un État demeurant partie intégrante de l’Empire allemand. Pour lui, l’avenir de la région constitue une question internationale dépassant le cadre de l’Allemagne et devant être débattue lors de la conférence de la paix dans laquelle il souhaite sans doute jouer un rôle,.
Le projet d’autonomie n’aboutit pas en raison du refus de plusieurs partis alsaciens-lorrains à participer au gouvernement de Schwander et Hauss qui doivent constituer un cabinet chargé d’expédier les affaires courantes à partir du 1er novembre. Hauss accepte à la condition de n’être pas obligé d’agir pour maintenir l’Alsace-Lorraine dans l’Empire. Face à l’échec prévisible du projet d’autonomie, le gouvernement fédéral allemand défend alors l’idée d’une propagande en faveur de la neutralité de l’Alsace-Lorraine, à savoir ni allemande ni française au nom du principe d’autodétermination. Après avoir soutenu le projet d’autonomie, l’Elsässer Bund défend l’idée d’un territoire neutre : des tracts appelant à la création d’une république libre neutre en Alsace-Lorraine se trouvent alors distribués à Colmar, Mulhouse et Strasbourg le 6 novembre. Des affiches neutralistes sont ainsi placardées dans les rues strasbourgeoises et mulhousiennes pour défendre le droit à l’autodétermination,.

## La révolution de novembre 1918

### Débuts de la vague insurrectionnelle

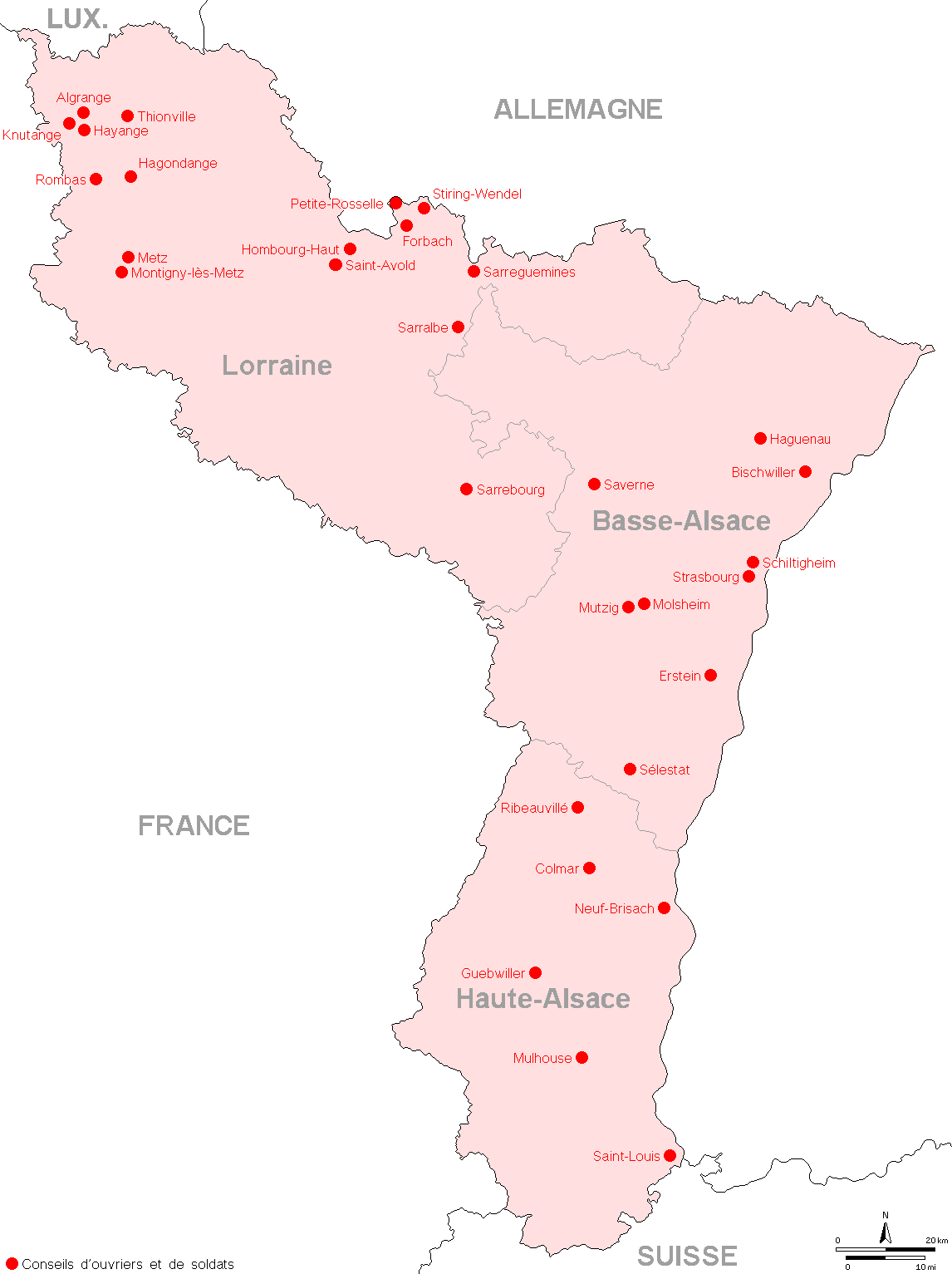
Carte des conseils d'ouvriers et de soldats proclamés en Alsace-Lorraine en novembre 1918.

À l’automne 1918, malgré les perspectives d’une défaite imminente, le commandement de la Kaiserliche Marine, la marine impériale allemande, ordonne d’attaquer la Royal Navy britannique dans une ultime bataille navale. L’annonce provoque le 30 octobre 1918 une mutinerie à bord de deux navires allemands qui se trouvent dans le port de Kiel. L’arrestation des mutins entraîne des manifestations de marins qui exigent la libération de leurs camarades. Les ouvriers de la ville leur apportent leur soutien et se constituent en conseils d’ouvriers et de soldats, ou « soviets » : le 5 novembre, un appel à la grève générale est dès lors lancé. Les jours suivants, des conseils révolutionnaires se forment à travers l’Empire allemand. La vague révolutionnaire atteint même les unités de l’armée allemande dans les territoires alliés qu’elle occupe : en Roumanie, le comte d’Andlau-Hombourg, issu d’une famille noble alsacienne, est élu à la tête du soviet des Alsaciens-Lorrains du groupe d’armées von Mackensen occupant Bucarest. À partir du 7 novembre, le pouvoir monarchique s’effondre dans les États fédérés allemands. Le 9 novembre, la révolution gagne Berlin : l’empereur Guillaume II est contraint d’abdiquer et la République allemande est proclamée. Le même jour, des conseils sont formés en Alsace-Lorraine sous l’impulsion de matelots revenant de Kiel et Wilhelmshaven : à côté des conseils de soldats (Soldatenräte) sont créés des conseils ouvriers (Arbeiterräte), ou constituent ensemble des Soldaten- und Arbeiterräte, parfois dans un cadre de grève révolutionnaire comme en Lorraine mosellane. Le terme allemand « Räte » pour désigner les conseils est la traduction littérale de « soviets ».
À Metz, un contingent de marins arrive dès le 8 novembre par le train passant par Osnabrück et Cologne : dans les casernes depuis la veille au soir, une cinquantaine de soldats bavarois abordent des tissus rouges au bout de leurs fusils à la suite de l’abolition de la monarchie en Bavière. Les mutins libèrent les soldats incarcérés dans les prisons militaires de Metz puis se dirigent vers l’hôtel de ville qu’ils ornent d’un drapeau rouge confectionné à la hâte avec un drapeau ottoman dont le croissant de lune et l’étoile ont été passés au minium. Les syndicalistes sociaux-démocrates locaux constituent un conseil révolutionnaire présidé par Hans-Heinrich Voortmann, sous-officier et serrurier socialiste originaire de Strasbourg,. Le général Arnold Lequis, gouverneur militaire de Metz, s’incline devant le conseil. L’administration civile allemande s’effondre aussi : le président du district de Lorraine, Karl von Gemmingen-Hornberg, voit son autorité bafouée. Le pouvoir municipal de Metz et le maire Roger Forêt choisissent de composer avec les conseils révolutionnaires afin de publier en commun un appel au calme dès le 9 novembre : les débordements se limitent à quelques pillages de magasins de subsistance et à des officiers malmenés qui se voient arracher leurs insignes. Les statues représentant divers membres de la famille impériale des Hohenzollern et les autres emblèmes de la monarchie qui parsèment la ville ne sont toutefois pas saccagés par les insurgés. Des conseils d’ouvriers et de soldats se forment également à Forbach, Hombourg, Saint-Avold, Sarrebourg et Sarreguemines à la même date,. La vague insurrectionnelle gagne également Algrange, Hagondange, Hayange, Knutange, Montigny-lès-Metz, Petite-Rosselle, Rombas, Sarralbe, Stiring-Wendel et Thionville.

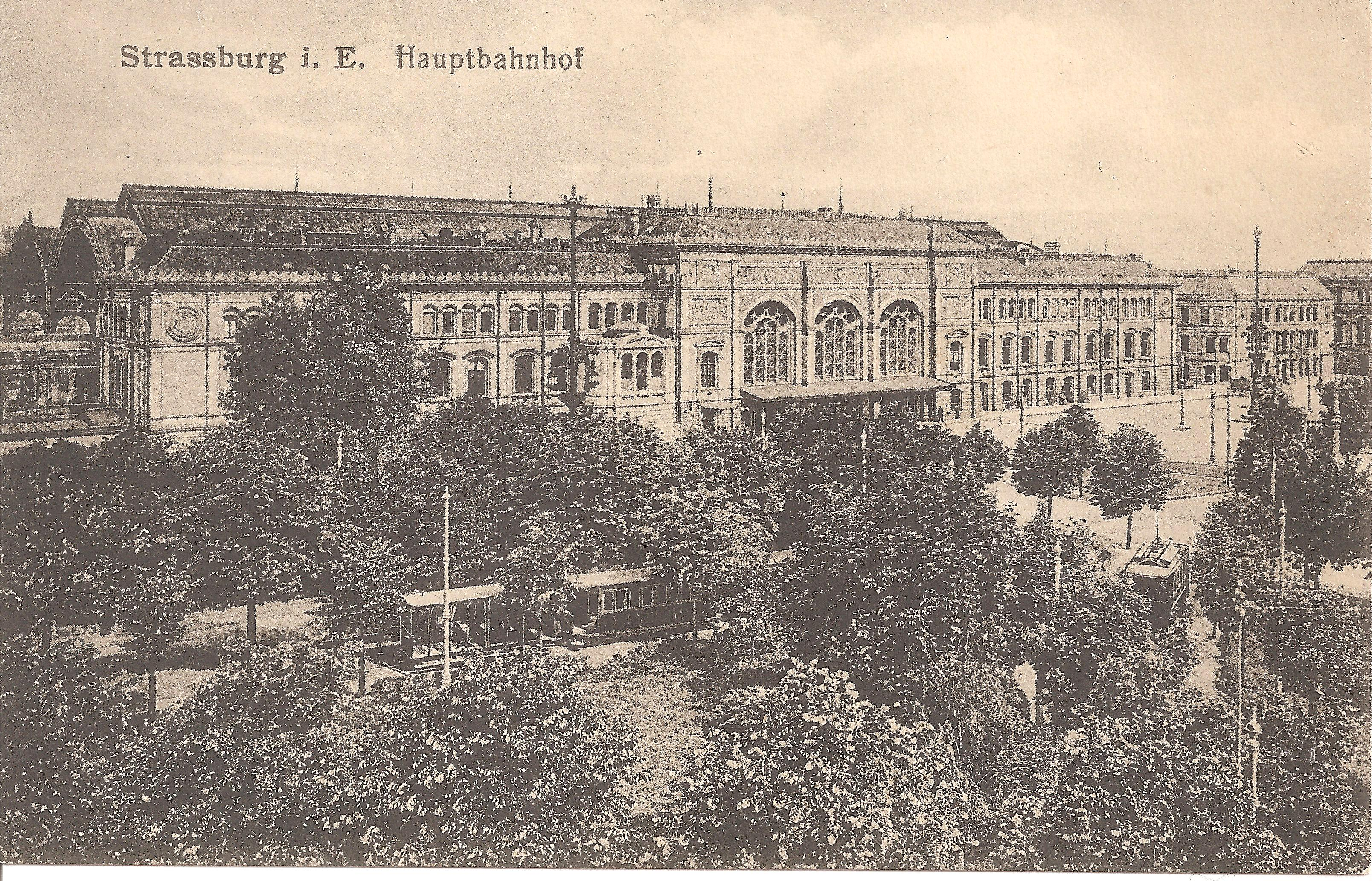
Gare de Strasbourg où s'est formé un premier conseil de soldats.

À Strasbourg, l’arrivée de marins révolutionnaires est annoncée par un télégramme reçu dans la matinée du 9 novembre. Un premier détachement de marins mutinés de la mer Baltique arrive dans la journée en passant par Wissembourg alors qu’un autre groupe est momentanément retardé au pont de Kehl. Durant la nuit suivante, un conseil de soldats se constitue à la gare de Strasbourg. Un autre mouvement se développe également parmi les ouvriers du gouvernement militaire sous l’impulsion de Johannes Rebholz, secrétaire d’un syndicat d’ouvriers brasseurs. Un conseil révolutionnaire est créé par Bernard Böhle, député social-démocrate de Strasbourg, qui obtient l’appui du lieutenant-colonel von Holleben, chef d’État-Major du gouvernement militaire. L’insurrection s’étend à d’autres garnisons et villes alsaciennes. À Haguenau, le groupe de marins arrivés par Wissembourg crée un conseil de soldats dans la soirée du 9 novembre. Ceux de Colmar et Mulhouse se forment le même soir ou le lendemain matin. Dans ces villes, les marins reçoivent un soutien actif du mouvement ouvrier local. Le matin du 10 novembre, dans les différentes casernes de Saverne, les soldats refusent d’obéir aux ordres que leur donnent leurs officiers et forment un conseil. Les révolutionnaires de Sélestat arborent comme signe de reconnaissance un brassard rouge, et fixent comme premier objectif le maintien de la discipline dans les unités. À Guebwiller, l’élection du conseil de soldats est précédée d’une importante manifestation, drapeau rouge en tête, à laquelle se joignent des responsables syndicaux locaux. À cette manifestation participaient des soldats venus de toute la région, de Bergholtz, Issenheim et Soultz. Les conseils de soldats se substituent alors à l’autorité de l’ancienne hiérarchie militaire. En moins de deux jours l’Alsace s’est couverte d’un réseau de conseils de soldats et la population alsacienne assiste au retour des troupes arborant drapeaux et cocardes rouges. Celles-ci sont dirigées par de simples soldats, alors que leurs officiers marchent à côté, dégradés et sans armes. Le train dissémine le mouvement révolutionnaire à travers les casernes et cantonnements situés en Alsace. Des conseils révolutionnaires émergent également à Bischwiller, Erstein, Molsheim, Mutzig, Neuf-Brisach, Ribeauvillé, Saint-Louis et Schiltigheim. L’objectif des conseils est de maintenir le calme et l’ordre pour éviter les débordements et contenir les pillages. La région compte trente conseils révolutionnaires au total : quinze en Alsace et quinze en Lorraine mosellane.

### Proclamation de la «République» à Strasbourg

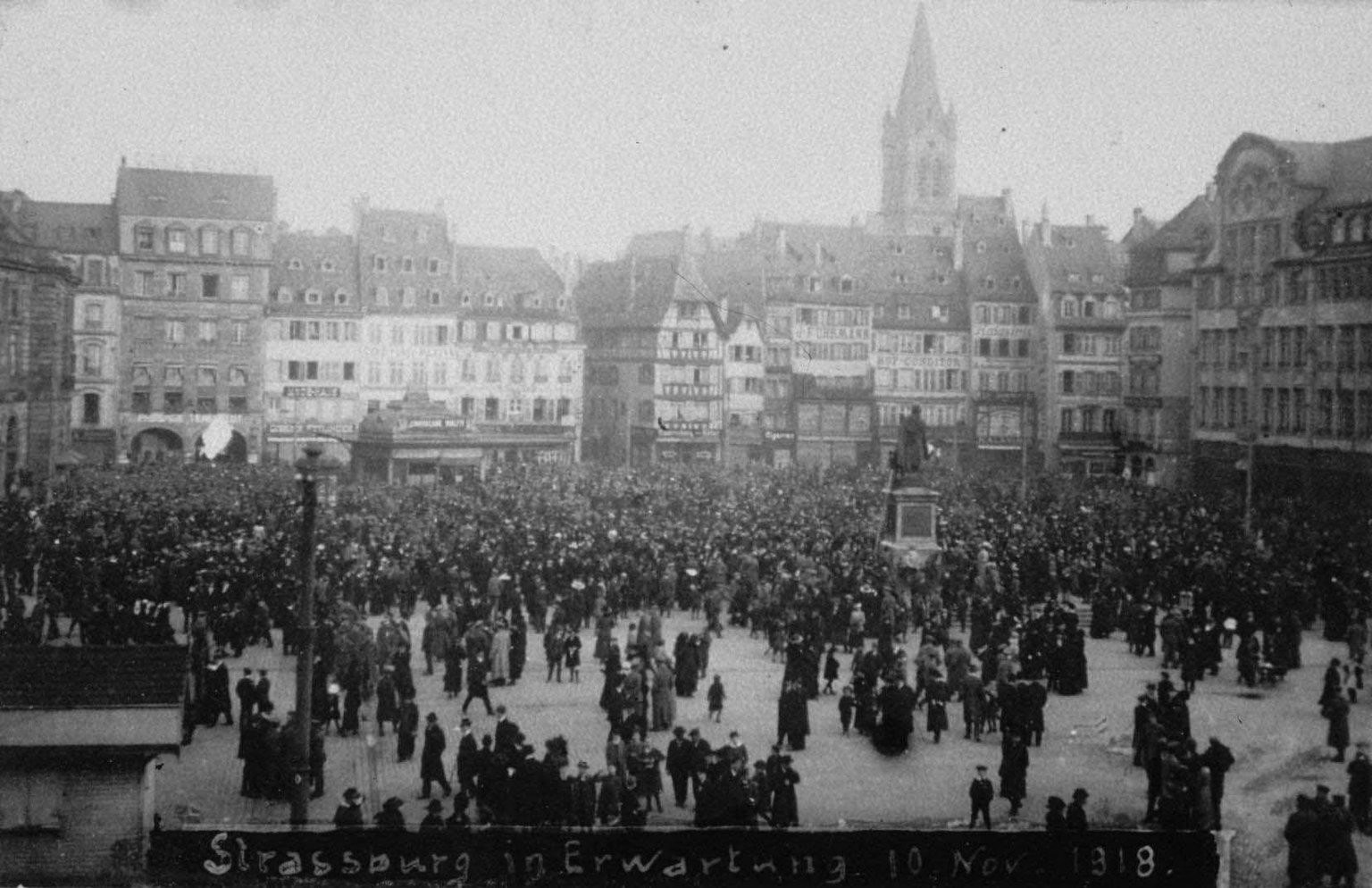
La foule se rassemble sur la place Kléber à Strasbourg pour assister aux démonstrations des politiciens et des révolutionnaires

Au sein des conseils, il y a incontestablement des positions nationalistes allemandes, défendues par des officiers et nombre de soldats originaires diverses régions d'Allemagne, ainsi que par des militants se réclamant de la social-démocratie allemande. En raison de sa proximité avec la révolution allemande, l’insurrection en Alsace-Lorraine est alors jugée germanophile voire perçue comme une manœuvre favorisant le projet neutraliste. À Strasbourg, dans la nuit du 9 au 10 novembre, le député et conseiller municipal socialiste Jacques Peirotes se proclame maire, poste laissé vacant par Rudolf Schwander. Son objectif est d’atténuer l’emprise des forces révolutionnaires sur la ville. Le lendemain matin, le conseil municipal confirme à l’unanimité le maire dans ses fonctions. Pour contrebalancer l’influence du conseil de soldats, Laurent Meyer, président du syndicat des ouvriers du bois et élu social-démocrate au Landtag, constitue de son côté un conseil ouvrier avec Charles Riehl, fondateur de Société coopérative de consommation de Strasbourg, et Gustave Schulenburg, responsable du syndicat de la métallurgie. Alors que le mouvement révolutionnaire se dissémine dans les usines, des conseils ouvriers apparaissent également à Colmar, Mulhouse et Schiltigheim les jours suivants.

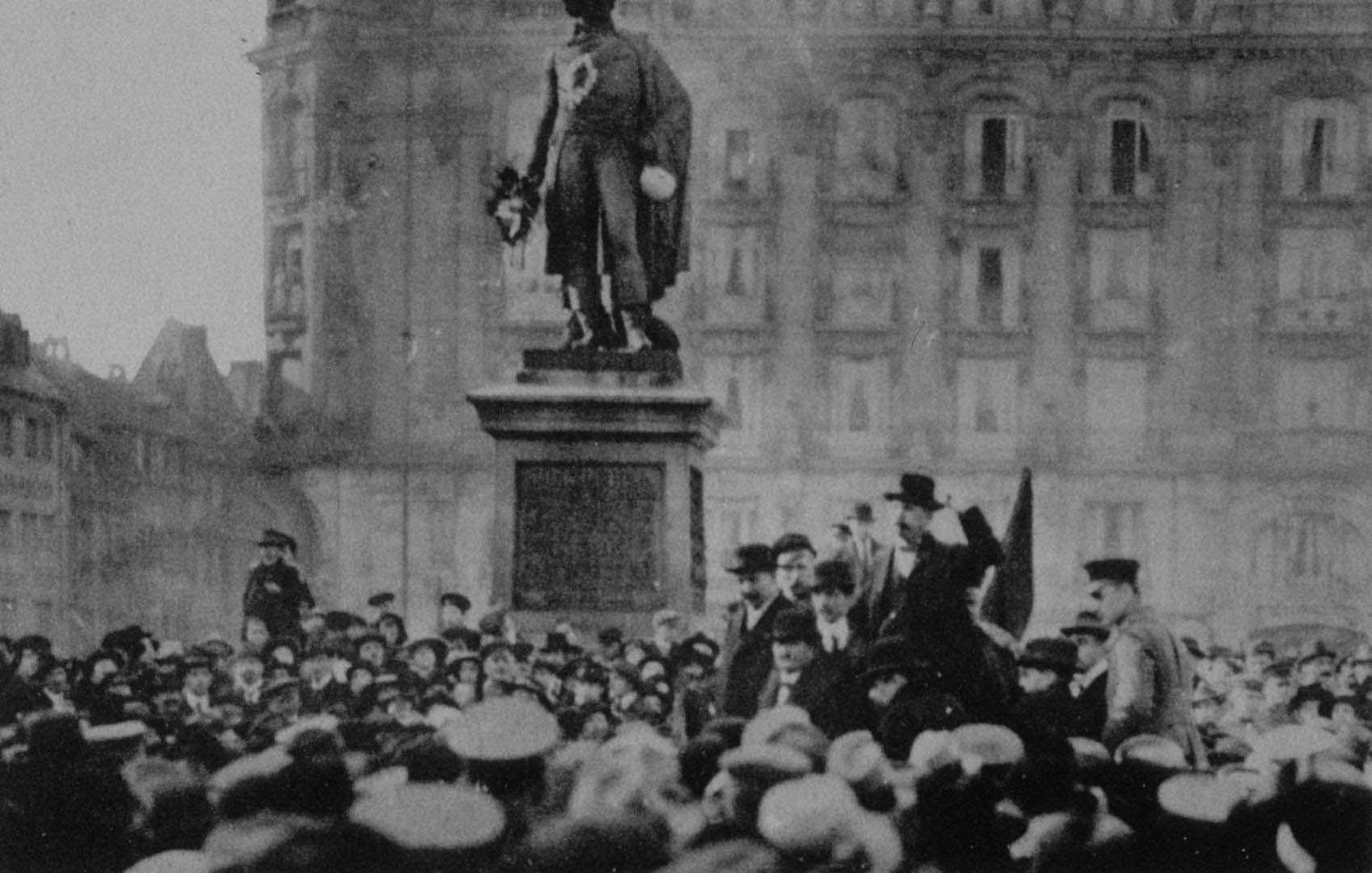
À la suite de Johannes Rebholz devant l'Aubette, Jacques Peirotes proclame à son tour la « République » devant la statue du général Kléber.

Dans la matinée du 10 novembre, l’hôtel de ville de Strasbourg est occupé, tandis qu’une foule se réunit sur la place Kléber ainsi que le conseil des soldats : devant le poste de garde de l’Aubette, la « République » est alors proclamée : également sur les lieux, Johannes Rebholz, tout juste porté à la tête du conseil des soldats, annonce quant à lui que « l’ancien régime a été abattu et que le peuple a pris entre ses mains le gouvernement » et que « désormais le pouvoir se trouve aux mains des travailleurs ». Se précipitant vers la statue du général Kléber sur cette même place, Jacques Peirotes réagit en proclamant à son tour la « République » sociale sans plus de précision : francophile, le nouveau maire de Strasbourg a peut-être fait allusion à la République française sans la nommer. Il a d’ailleurs déjà à plusieurs reprises manifesté publiquement son souhait d’une rétrocession de l’Alsace-Lorraine à la France.

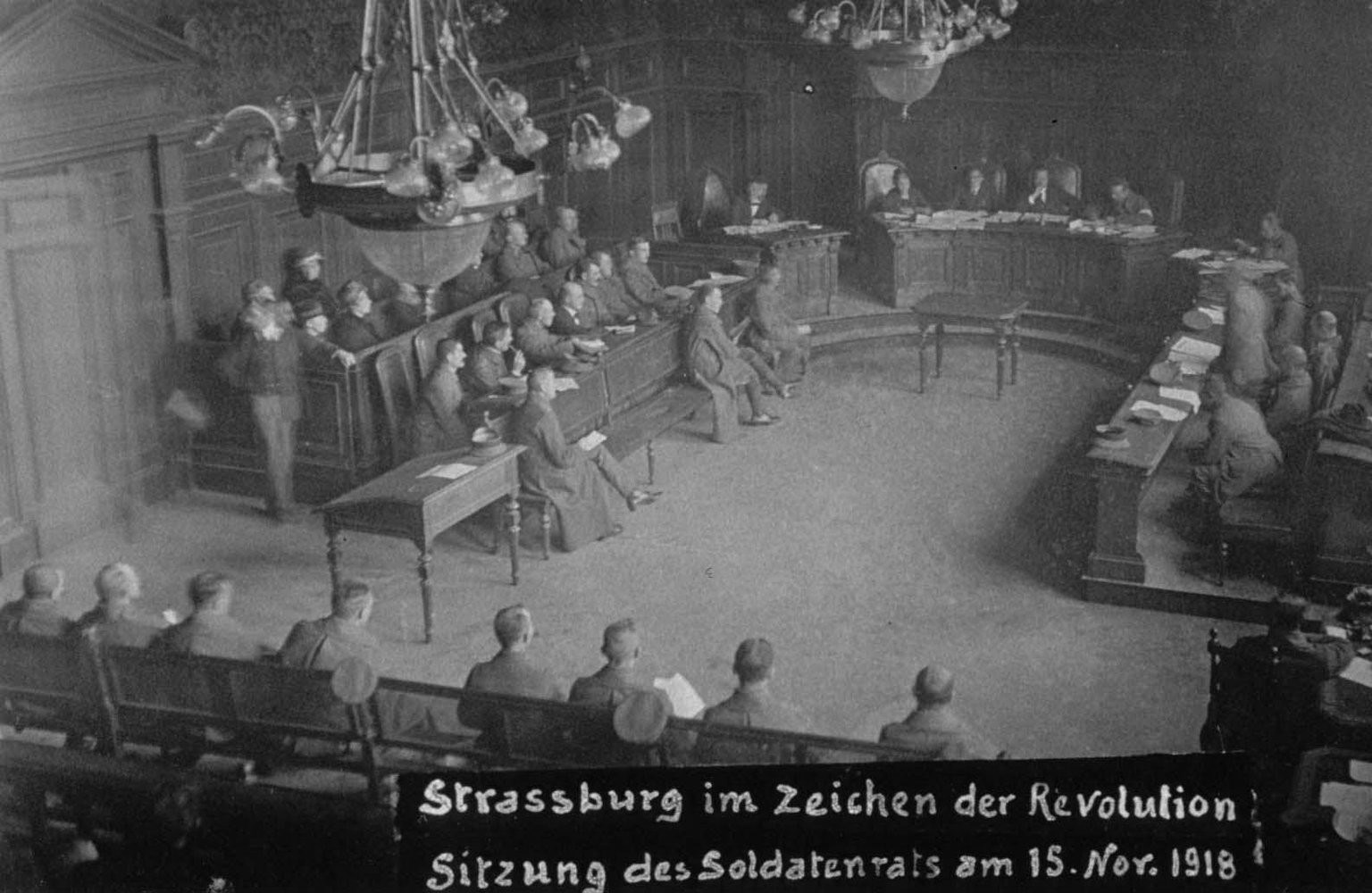
Le conseil de soldats siégeant dans l'actuelle salle de la Cour d'Assises du Palais de justice de Strasbourg le 15 novembre 1918.

Au milieu de la journée, Peirotes, Meyer et Rebholz appellent conjointement la population au calme : ils lui demandent de se soumettre aux directives des conseils et annoncent la formation d’une garde civique pour assurer l’ordre. En accord avec le conseil de soldats qui siège au Palais de justice de Strasbourg, Peirotes convoque les délégués des conseils d’ouvriers et de soldats pour élire un comité exécutif de treize membres. Parmi eux, Charles Frey et Victor Antoni dont l’objectif est de contrôler les agitations. Également membre du comité, le capitaine allemand Erik Reinartz tente au contraire de radicaliser le mouvement afin de l’orienter vers le projet neutraliste. Le comité est présidé par Rebholz qui joue le rôle de modérateur vis-à-vis des autres membres. Cet exécutif des conseils s'attache à la liberté d'expression et à la libération des prisonniers politiques. Les conseils d’ouvriers et de soldats occupent tous les bâtiments officiels de Strasbourg, notamment les ministères d’Alsace-Lorraine situés sur l’actuelle place de la République, encore nommée Kaiserplatz. Les portraits officiels des souverains allemands sont décrochés dans les différents bâtiments administratifs et judiciaires de la ville. Au Palais de justice, le buste de l’Empereur d’Allemagne est remplacé par celui de Karl Marx. Au soir du 10 novembre, deux forces politiques contrôlent Strasbourg : le comité exécutif des conseils d’ouvriers et de soldats et le conseil municipal, tous deux siégeant en permanence. Une garde civique est constituée non sans mal autour d’un magistrat devenu chef de la police de la ville, Jules Lévy, afin de contrecarrer les bandes armées et extrémistes du capitaine Reinartz.

### Le Conseil national d’Alsace-Lorraine

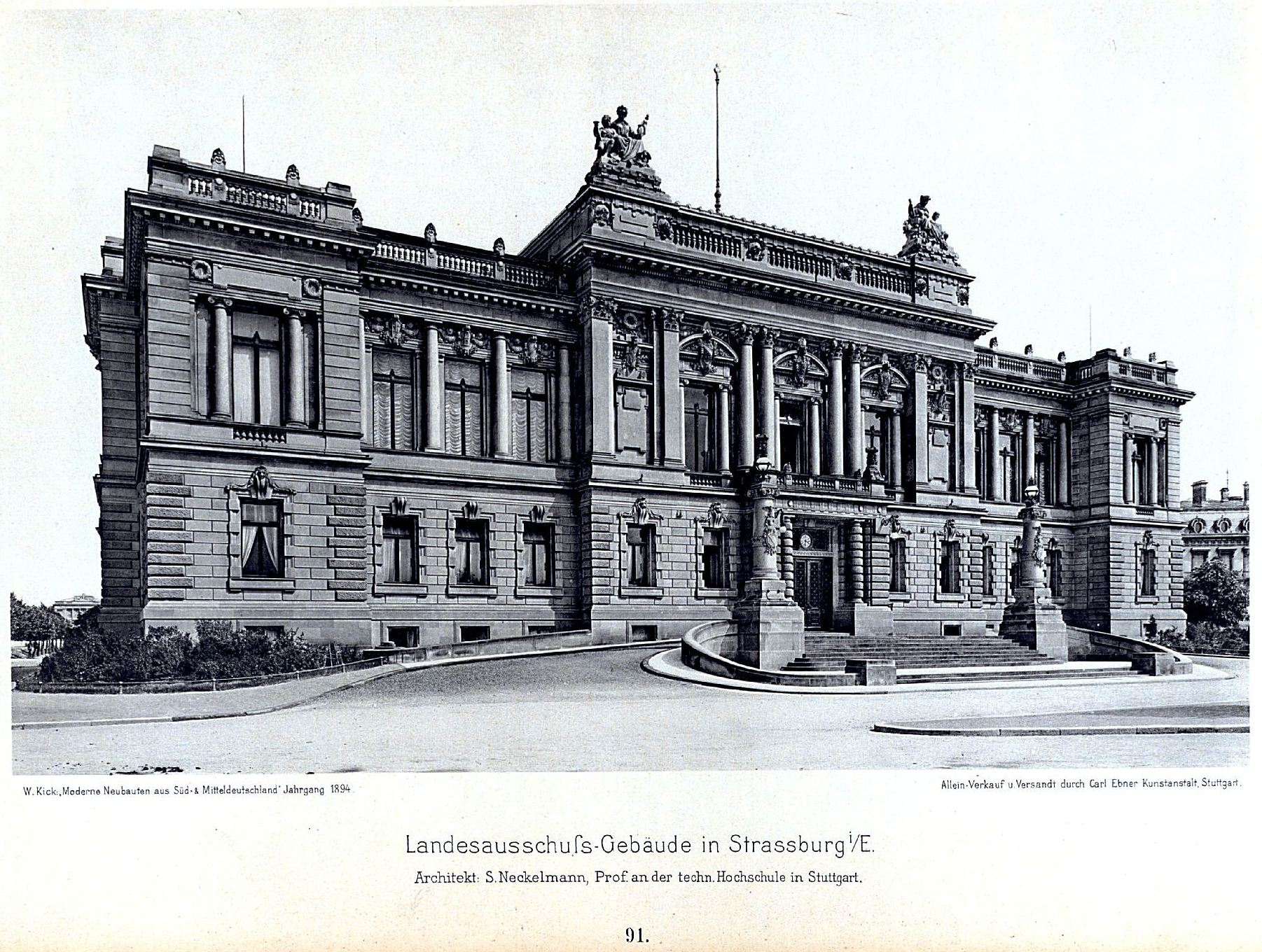
Palais de la diète d'Alsace-Lorraine où siègent les députés du Landtag et les membres du Conseil national.

Dès le 9 novembre 1918, jour de l’abdication de l’empereur Guillaume II, une dizaine de députés au Landtag d’Alsace-Lorraine souhaite transformer leur assemblée régionale en « conseil national » souverain pour combler le vide institutionnel créé par la chute de la monarchie en Allemagne. Le groupe d’élus se réunit à Strasbourg autour du député Auguste Labroise afin de décider de la convocation de la seconde chambre du Landtag pour le 12 novembre. Il s’agit d’avancer l’ouverture de la session officielle prévue seulement pour le jour d’après. Cet organisme s’est constitué sous l'impulsion des notables, soutenus par la grande majorité de la population.

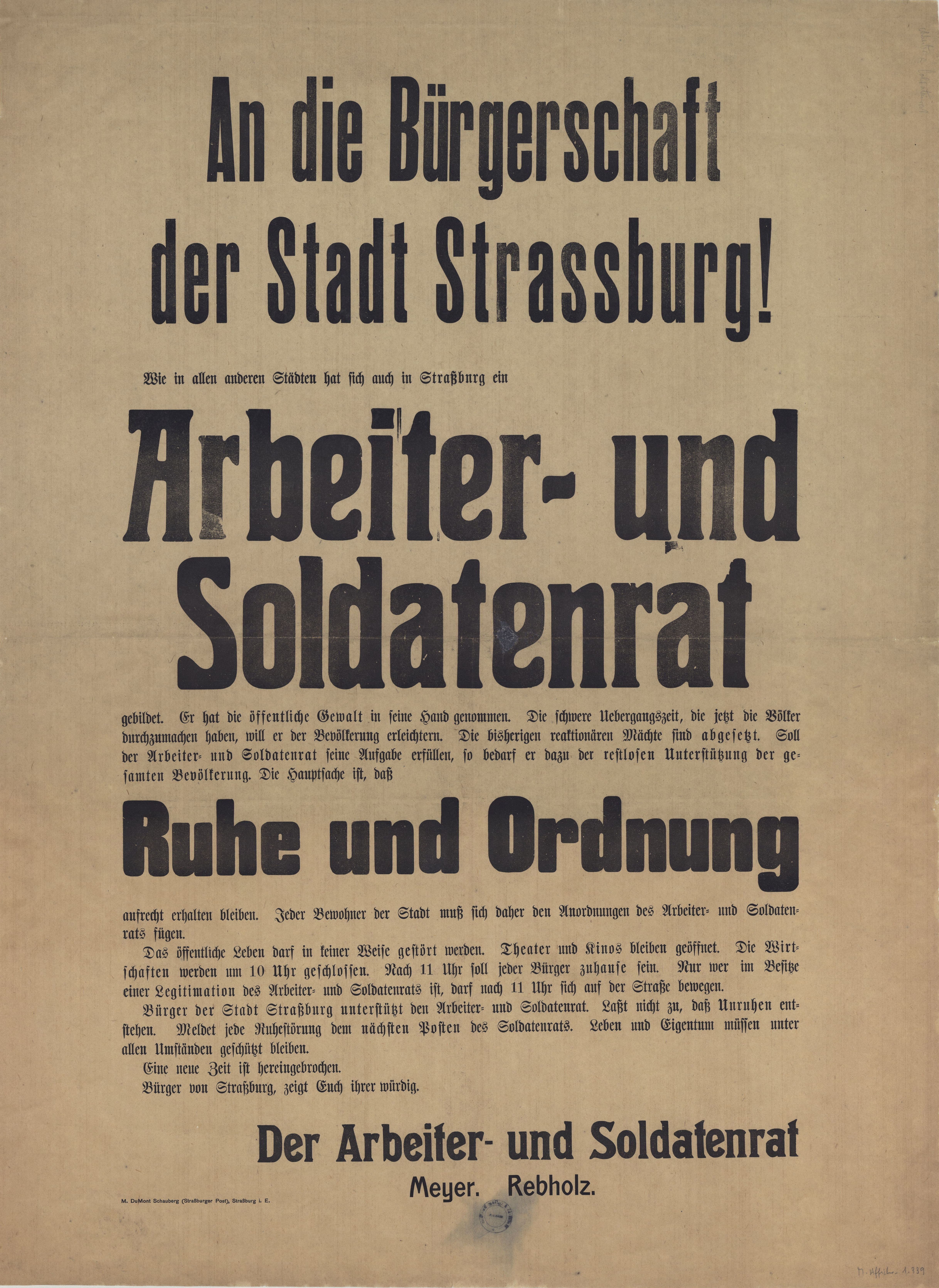
Affiche des conseils d'ouvriers et de soldats strasbourgeois appelant au calme et au maintien de l'ordre.

Les événements révolutionnaires à Strasbourg accélèrent le processus : le Landtag est alors convoqué le 11 novembre au Palais de la diète d'Alsace-Lorraine. Inspirés par les exemples des conseils nationaux formés en Tchécoslovaquie, Pologne et Bucovine à la suite de l'effondrement de l'Empire austro-hongrois, les élus alsaciens et lorrains se proclament « Conseil national d’Alsace-Lorraine » (Nationalrat) dirigé par Eugène Ricklin. S’estimant dépositaire de la souveraineté, ce conseil de notables décide de siéger en permanence à l’instar des deux autres pouvoirs à Strasbourg, le conseil municipal et le conseil d’ouvriers et de soldats, devant la gravité de la situation. Le Conseil national est reconnu au-delà des frontières de l’Alsace-Lorraine par le Conseil des commissaires du peuple de Berlin (le gouvernement officiel du Reich) et reçoit même les félicitations du chancelier du Reich Friedrich Ebert. À Strasbourg, les sociaux-démocrates Eugène Imbs et Laurent Meyer, membres de la commission et du Comité exécutif des conseils d’ouvriers et de soldats sont chargés de la liaison entre cette nouvelle instance et leur propre organisme.
En raison de la démission de Schwander et du gouvernement Hauss, une commission administrative (Verwaltungsausschuß) est constituée pour expédier les affaires courantes. Cette commission ordonne aux fonctionnaires de rester à leur poste pour assurer la continuité de l’administration de la région pendant cette période de transition politique. Elle poursuit l’organisation de l’approvisionnement, le retour des réfugiés et la démobilisation des soldats alsaciens-lorrains. Elle négocie par ailleurs la fin de la grève des cheminots assez rapidement. Les notables doivent toutefois composer avec les conseils d’ouvriers et de soldats. Alors qu’il souhaite proclamer le rattachement de l’Alsace-Lorraine à la France dès le 13 novembre, le Conseil national doit reporter cette déclaration à plus tard à la suite des menaces du capitaine Reinartz.

### Radicalisation révolutionnaire

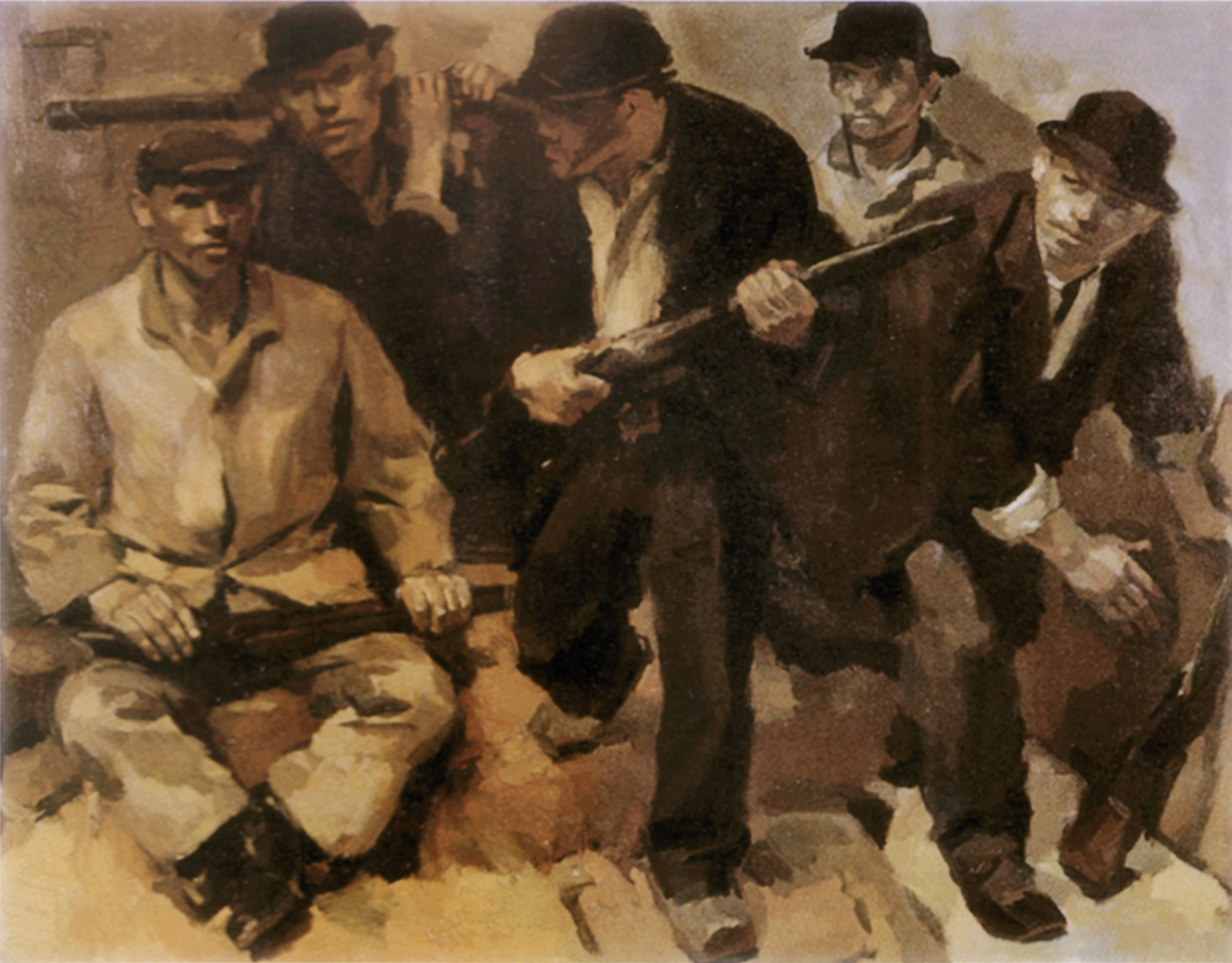
La révolution, peinture de l'artiste strasbourgeois René Beeh vers 1919.

La défaite et la démobilisation des troupes allemandes dans la région poussent de nombreux soldats à converger vers la gare de Strasbourg dans l’espoir de trouver un train afin de traverser l’Allemagne et rejoindre leur ville d’origine. Une telle concentration de soldats dans la ville est problématique car elle pèse sur le ravitaillement et le maintien de l’ordre. Malgré les divers appels des différents conseils, le calme n’est pas rétabli. Les magasins militaires sont pillés et le conseil de soldats fait tirer sur les pilleurs. Une affiche dénonce le trafic des biens militaires et menace de prison et de confiscation de leurs biens les personnes prises sur le fait. Sous la pression du capitaine Reinartz et des conseils de soldats le mouvement révolutionnaire se radicalise. Le mot d’ordre est : « Ni allemand, ni français, ni neutre. Vive la social-démocratie internationale ». Un membre des conseils de soldats propose de hisser le drapeau rouge sur la cathédrale de Strasbourg.

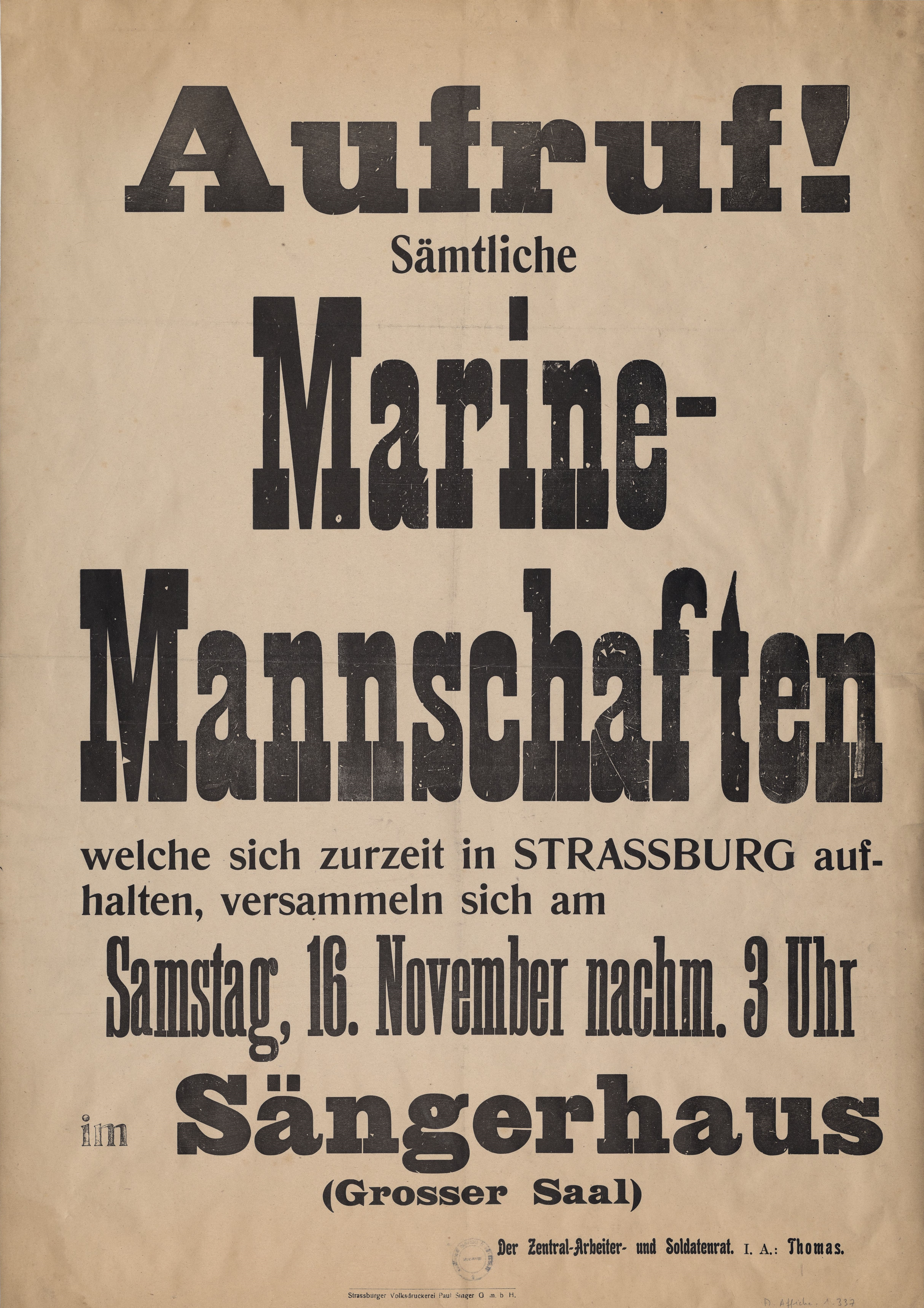
Affiche strasbourgeoise appelant les marins à l'insurrection.

Président du Comité exécutif des conseils d'ouvriers et de soldats, Johann Rebholz intervient comme modérateur dans les débats qui animent les révolutionnaires strasbourgeois. Déjà interpellé le 10 novembre quant à l’interdiction du drapeau rouge, Rebholz répond : « On doit composer avec le rapport de force existant et chacun doit arborer le drapeau de son choix ». Il s’oppose dans un premier temps à ce qu’on le hisse : « le drapeau rouge ne ferait qu’effrayer la population alsacienne ». Finalement, en dépit de la position exprimée par Rebholz, le drapeau est accepté comme point d’accord minimum entre les différentes factions pour symboliser « l’écroulement de la puissance allemande » . Face aux inquiétudes autour de lui, Peirotes annonce : « Si le drapeau rouge est hissé sur la cathédrale, c’est que ceux qui auront agi ainsi sont plus forts que nous. Contre cela, nous ne pouvons rien ». C’est dans ce contexte que le drapeau rouge révolutionnaire est accroché par un grimpeur téméraire à la flèche de la cathédrale de Strasbourg le 12 novembre vers 15 h,. À la tête des marins venus de Wilhelshaven, Wendelin Thomas déclare : « Que le drapeau rouge flotte sur la cathédrale est le signe que la théorie socialiste a cessé d’être une théorie pour devenir une réalité… Un temps nouveau est né, celui de l’entrée dans l’âge de l’humanité… Le but final est l’œuvre civilisatrice, la fraternisation des travailleurs » . Le drapeau ne flotte toutefois que quelques jours.
Le projet de déclaration en faveur du rattachement de l’Alsace-Lorraine à la France envisagé par le Conseil national le 13 novembre provoque une réaction immédiate de la fraction nationaliste pro-allemande du conseil des soldats dirigée par le capitaine Reinartz. En effet, une partie souhaite arrêter les membres du Conseil national et instaurer un régime révolutionnaire en vue de combattre l’armée française qui se rapproche de Strasbourg. Reinartz et deux de ses collègues se présentent au Palais de la diète. Reçus par Eugène Imbs, François Hoën et Jacques Peirotes, les représentants du conseil de soldats expliquent qu’ils ne peuvent admettre l’existence du Conseil national sous la coupe des francophiles. Les révolutionnaires prétendent disposer de « 5 000 soldats allemands invaincus, armés jusqu’aux dents, pourvus de mitrailleuses et de grenades à main […] Si le Conseil national veut éviter un carnage, il doit retirer ces emblèmes pour ne pas exciter les soldats ». Le Conseil national cède sans se soumettre à l’autorité du conseil des soldats : les députés renoncent alors à faire une déclaration en faveur de la France et à arborer le drapeau tricolore pour apaiser la situation. Au premier contingent de marins venus des ports du nord de l’Allemagne quelques jours auparavant, un second part de Wilhelshaven le 13 novembre et arrive à Strasbourg le lendemain pour influencer le mouvement révolutionnaire dans la ville.

### Dénomination et fondement idéologique
Le mouvement révolutionnaire en novembre 1918 en Alsace-Lorraine est appelé à tort « République des conseils d'Alsace-Lorraine », « République alsacienne des conseils » ou « République soviétique alsacienne » alors qu'un tel régime n'a pas été clairement établi[réf. nécessaire].
La forme organisationnelle[réf. nécessaire] est celle du communisme de conseils. Le communisme de conseils se base sur la « démocratie de conseil » et marque l'opposition avec le communisme de parti qui se base sur l'unique parti communiste. Ces conseils ouvriers doivent être une forme de démocratie directe dans laquelle les travailleurs exercent au plus près le pouvoir politique (c'est-à-dire au niveau de la commune), ce dernier n'est alors plus « confisqué » par un État. Le communisme de conseils entre dans la droite ligne du mouvement ouvrier.
Les drapeaux rouges flottent sur les villes et les usines contrôlées par les conseils d'ouvriers et de soldats locaux. Une amnistie a été déclarée et de la liberté de la presse a été proclamée. Les ouvriers se mettent en grève, exigeant des meilleurs salaires ; les conseils ont augmenté les salaires par décret contre l'opposition des propriétaires d'usines[réf. nécessaire].

## La fin du mouvement

### L'arrivée des troupes françaises

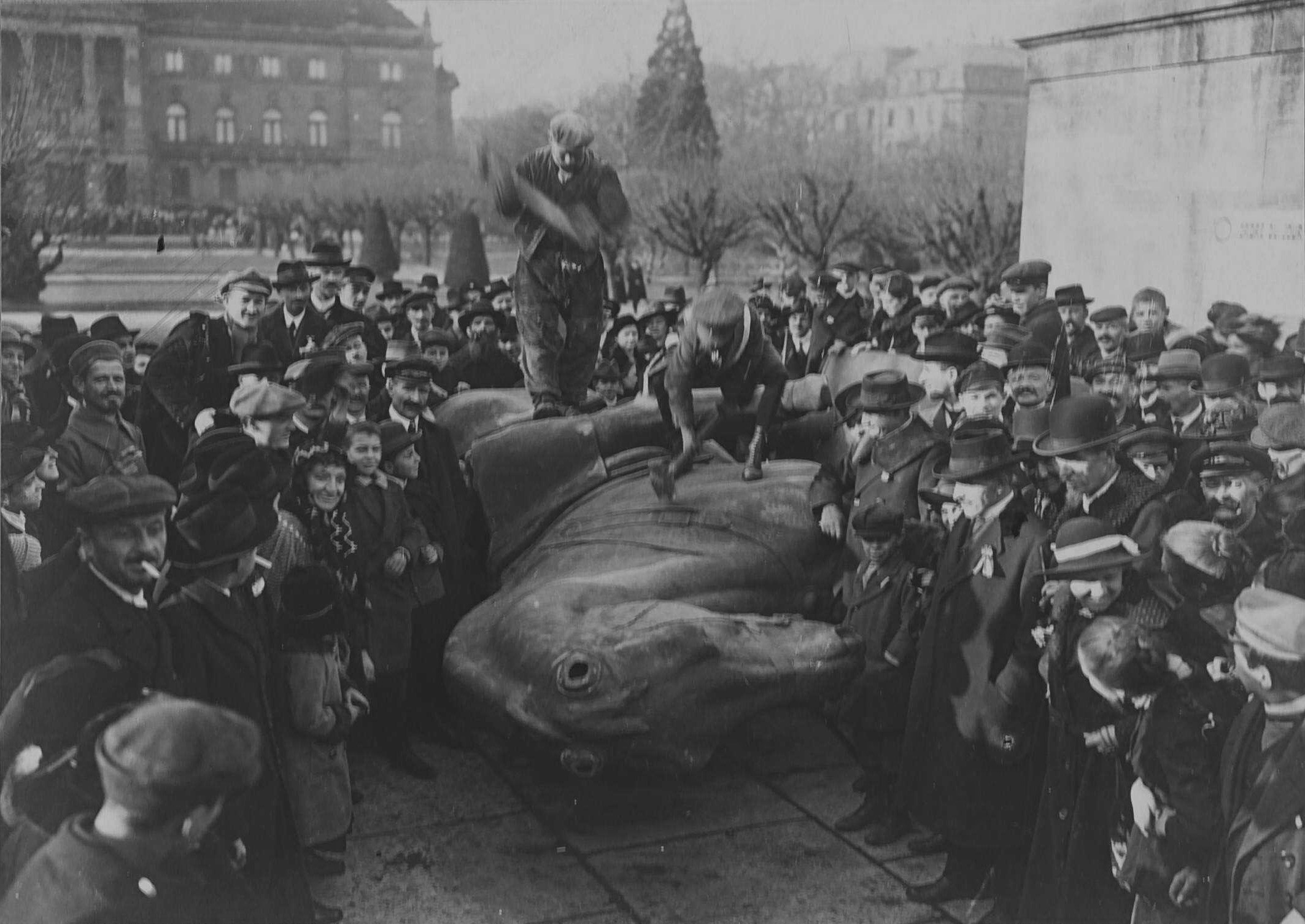
La statue équestre de l'empereur Guillaume Ier sur la Kaiserplatz est déboulonnée le 21 novembre 1918.

À travers toute l’Alsace-Lorraine, les conseils d’ouvriers et de soldats se dissolvent d'eux-mêmes et de manière automatique après le retrait des troupes allemandes entre le 11 et le 17 novembre 1918 comme prévu par les conventions d’armistice. Le Comité exécutif des conseils de Strasbourg continue de siéger jusqu’au 20 novembre, date à laquelle le drapeau rouge est retiré de la cathédrale à la demande de Jacques Peirotes.
Entre l’armistice et l’entrée des troupes françaises dans les différentes villes d’Alsace-Lorraine plusieurs jours s’écoulent. Les armées de l’Entente franchissent l’ancienne ligne de front et progressent dans la région, plus rapidement que prévu en raison des craintes de la contagion révolutionnaire. L’entrée des soldats français dans les villes s’étend entre le 16 et le 22 novembre 1918. En Lorraine mosellane, la progression des troupes commandées par le général Émile Fayolle qui était entravée par la lenteur de la retraite de l’armée allemande, atteignait le 20 novembre la ligne située entre Volklingen, Sarrebruck et Sarreguemines. Un comité d’accueil des troupes françaises se constitue autour des figures francophiles opposés aux autorités allemandes à Metz. Le conseil d’ouvriers et de soldats s’efface de lui-même lors de l’arrivée des Français le 15 novembre.

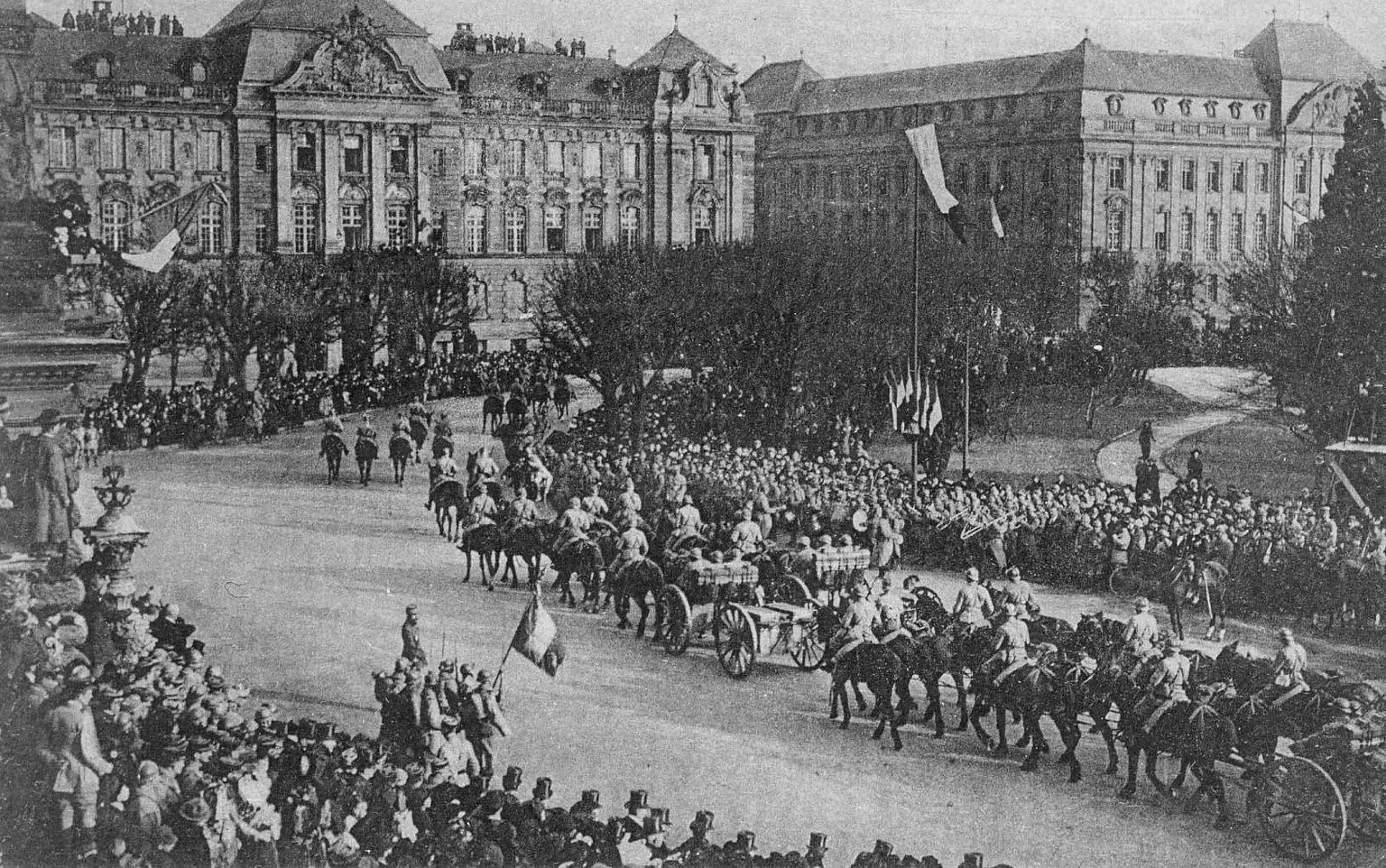
Défilée de la 4e armée française sur la Kaiserplatz à Strasbourg le 22 novembre 1918.

Ces troupes sont accueillies triomphalement par la partie de la population favorable à la France qui avait soigneusement préparé leur venue. Cette liesse populaire est en partie spontanée et en partie organisée mais pas unanimement partagée, une part notable de la population restant pro-allemande ou favorable à la neutralité de l’Alsace-Lorraine. Le 5 décembre, le conseil national d’Alsace-Lorraine vote finalement, à l'unanimité, une résolution en faveur du rattachement à la France. Raymond Poincaré, président de la République, et Georges Clemenceau, président du Conseil, viennent de Paris et sont reçus dans la région du 8 au 10 décembre pour préparer la réintégration des « provinces perdues » tout en refusant avec mépris de rencontrer les dirigeants du conseil national. C'est au balcon de l'Hôtel de ville de Strasbourg, devant l'enthousiasme de la foule, que Poincaré déclame alors une phrase soigneusement préparée : « Le plébiscite est fait ! », évitant ainsi un référendum à l'issue incertaine.

### L'opinion publique en Alsace-Lorraine à la fin de la guerre

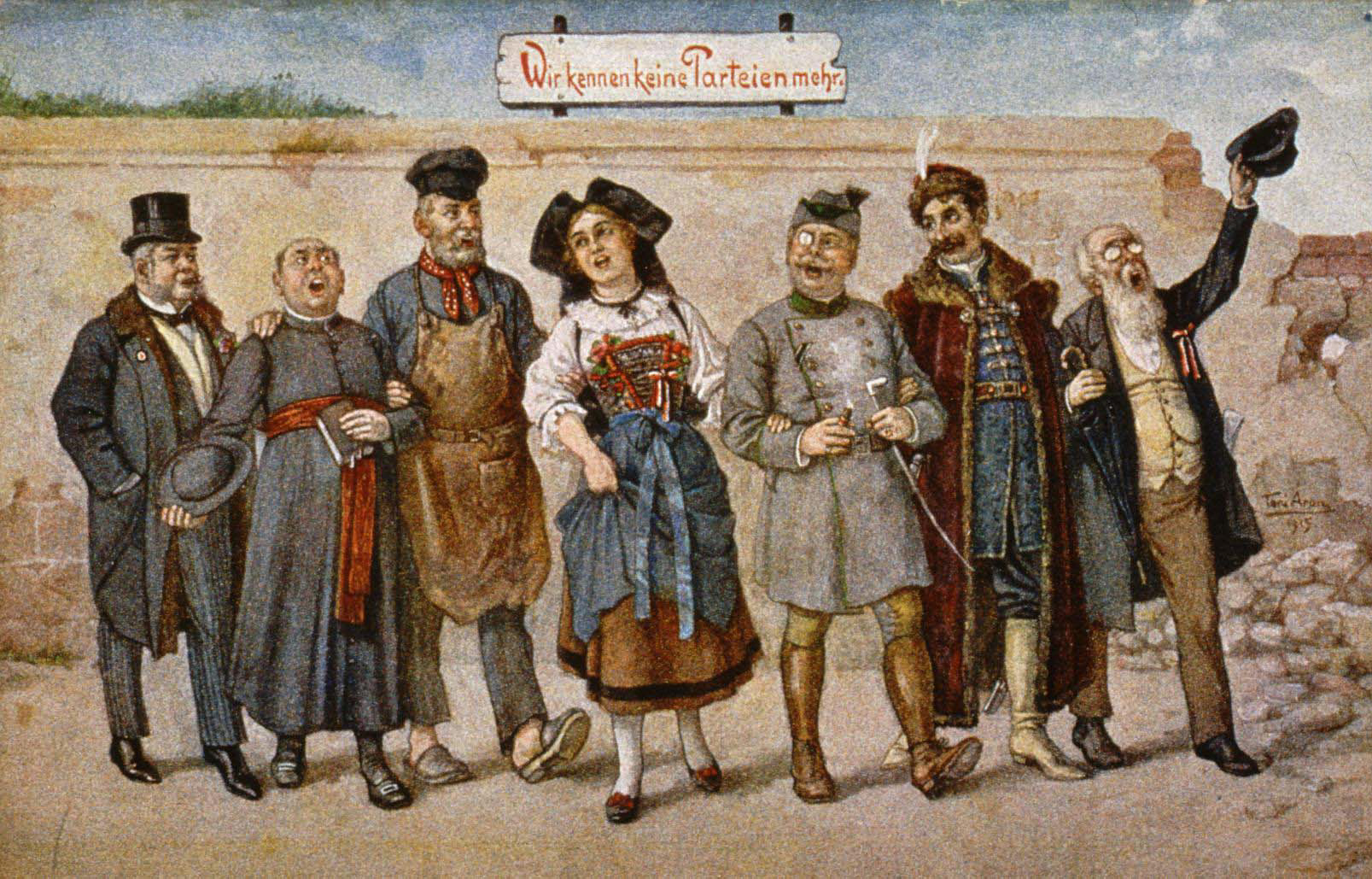
Carte postale alsacienne éditée pendant la Première guerre mondiale et figurant l'unité (pour le soutien à l'Empire) de diverses classes sociales (bourgeois, clergé, ouvrier, paysanne, fonctionnaire, aristocrate, enseignant). Wir kennen keine Parteien mehr : Nous ne connaissons désormais aucun parti.

Quand la guerre s'achève l'opinion publique alsacienne, usée par la Guerre et la dictature militaire mise en place au déclenchement des hostilités, paraît massivement en faveur de la France.
Dans son journal Charles Spindler montre la joie de certains de ses compatriotes face au désarroi des Allemands immigrés. Le 6 novembre, il nous dit que sa sœur revient de Strasbourg où elle a acheté rubans et papiers tricolores : « On ne vend plus que cela, aussi bien dans les magasins allemands que dans les vieilles maisons alsaciennes ». Le 8 novembre, après avoir écrit : « Les journaux, tels que la Neue Zeitung et l'Elsässer, proclament l'attachement de l'Alsace à la France », il ajoute : « J'éprouve une singulière impression à lire imprimé ce que jusqu'à présent on ne se disait qu'à voix basse entre amis. »
Ceux qui n'accueillent pas avec autant d'enthousiasme le retour de la France n'osent alors l'exprimer qu'en privé, et la population d'origine Altdeutscher se terre chez elle dans l'inquiétude.
Le prince Alexandre de Hohenlohe-Schillingsfürst, ancien gouverneur du district de Colmar (plus ou moins équivalent de préfet), se lamente dans ses mémoires en se demandant : « D'où vient […] que les armées françaises aient été accueillies en libératrices, lorsqu'après l'effondrement de l'Allemagne en automne 1918 elles entrèrent victorieuses en Alsace-Lorraine ? »
Le germanophile Philippe Husser explique dans son journal. Le 16 octobre, après avoir écrit : « Je parcours le journal. Les nouvelles sont déprimantes. L'Allemagne a perdu la guerre… », il ajoute : « La plupart espèrent – quelques-uns le craignent – que l'Alsace-Lorraine sera bientôt française. » Et il explique cet état de l'opinion par la conduite de l'armée allemande en Alsace : « Ce qui est impardonnable, c'est d'avoir traité l'Alsace en pays ennemi. À qui la faute si la sympathie pour l'Allemagne, qui était indéniable en Alsace-Lorraine au départ, s'est muée en son contraire pendant la guerre, sinon au manque d'égards des autorités militaires ? » Les résultats de ce comportement apparaissent d'ailleurs dans ces lignes de la main du Statthalter Johann von Dallwitz et datées du 25 février 1918 : « Les sympathies à l'égard de la France et l'aversion contre les Allemands ont pénétré jusqu'à une profondeur effrayante dans les milieux des petits bourgeois et des paysans ». Le 2 novembre on peut lire : « Dans les villes la joie prédomine à la perspective de devenir français. On entend aussi formuler toutes sortes de réserves, surtout à la campagne. La raison n'est pas prête à s'emballer sans réfléchir pour suivre les élans du cœur. »
À la jubilation de ceux des Alsaciens-Lorrains favorables au retour des français répond l'accablement des Allemands immigrés, d'autant plus atterrés que les événements sont allés trop vite ; chacun se débrouille comme il peut et, le 6 novembre, Philippe Husser écrit : « Des familles d'Allemands de souche font leurs paquets et se préparent à partir. » Mais un déménagement pour Stuttgart coûte 3 000 marks ! D'autres essaient de se faire passer pour Alsaciens ou Lorrains, mais c'est pour s'entendre répondre que les chiens ne font pas des chats : « Figurez-vous que ma chatte vient de mettre bas dans le chenil ; et, tenez-vous bien, ce sont des chatons. » Le garde général des forêts prussien de Lassaux parle de son ascendance française. L'administrateur d'Obernai se fiance avec une Alsacienne de dix ans plus âgée que lui.
Le gouvernement allemand tente in extremis de garder le Reichsland en lui accordant ce qu'il lui avait toujours refusé : l'autonomie et l'égalité avec les autres États allemands et, le 14 octobre, il nomme Statthalter Rudolf Schwander assisté du Staatssekretär Karl Hauss ; avec un protestant et un catholique, on pense ainsi ménager les susceptibilités religieuses, mais cette nomination déchaîne la fureur d'Eugène Ricklin, « le Lion du Sundgau », qui se voyait déjà dans la place : il joue donc la carte anti-allemande et déclare dépassé le statut d'autonomie ; naïvement, il croit que le futur statut de l'Alsace-Lorraine sera débattu lors de la conférence de la paix et qu'alors il pourra jouer son rôle.
Le 3 novembre éclate la mutinerie de Kiel, mais le mouvement met du temps à gagner l'Alsace-Lorraine. Si le 7 novembre Strasbourg entre en ébullition, c'est aux cris de : « Vive la France ! » On pare du drapeau tricolore la statue de Kléber et on casse les vitres de la maison où réside le dernier fils de l'empereur. Pour l'instant on en est encore aux intrigues des civils, ce 3 novembre six Alsaciens, membre de l'Elsaesser-Bund, envoient un télégramme au président Wilson pour lui demander que le droit des peuples à disposer d'eux-mêmes soit reconnu à l'Alsace-Lorraine. Pendant ce temps l'abbé Sigwalt, curé de Rountzenheim, fait de la propagande pour une République d'Alsace-Lorraine neutre, mais le 6 novembre il y ajoute un article très maladroit dans l'Elsässer, où il rappelle que : « Un peuple catholique ne peut s'accommoder d'un État athée », ce qui rappelle aux protestants qu'une Alsace-Lorraine indépendante risquerait d'être dominée par la religion rivale.
Le 10 novembre, avec l'arrivée des marins de Kiel, une « République des conseils » est proclamée ; il y avait donc deux gouvernements, dans la mesure où l'équipe Schwander-Hauss représentait encore quelque chose et où l'on pouvait considérer comme un ensemble les divers conseils d'ouvriers et de soldats qui surgissaient partout en Alsace-Lorraine, et étaient parfois deux à se partager la même ville. Pour ajouter à la confusion le professeur Wurtz avait prévu de convoquer au Sängerhaus le 11 novembre un comité réunissant des personnalités d'Alsace-Lorraine pour prendre le pouvoir et proclamer d'indépendance de l'Alsace-Lorraine. Mais la tentative avorte. Le Landtag, qui s'est transformé en Nationalrat après avoir absorbé les députés alsaciens Lorrains au Reichstag, renverse Schwander, et c'est Eugène Ricklin qui le remplace, pour peu de temps d'ailleurs, car vient alors le chanoine Delsor. On ne sait plus qui gouverne ; d'autant plus qu'éclate la révolution et qu'une république des conseils est proclamée.
Cette proclamation ne semble guère sérieuse à certains Alsaciens Lorrains. Le 10 novembre, Spindler décrit un soldat faisant irruption dans l'hôtel de Strasbourg, où il réside, et ordonnant aux officiers d'enlever les insignes de leur grade. Commentaire de Spindler : « Cela parait si peu sérieux que nous en rions, Mme Noth et moi ». C'est dimanche et il observe : « La plupart des gens se rendent paisiblement aux offices, tout comme s'il n'y avait pas de révolution ». Il assiste, place Kléber, à la proclamation du nouveau gouvernement et la qualifie de « fumisterie ». Pendant ce temps des gamins lancent des serpentins bleus blancs et rouges sur la statue de Kléber. Les soldats « s'efforcent de se donner des attitudes crânes, mais le public ne les prend pas au sérieux ». Quand il va prendre son billet à la gare, un soldat essaie se faire obéir : « « Le Conseil des soldats vous donne l'ordre de fermer votre guichet. On ne voyage plus ! » La demoiselle, sans tenir compte de l'injonction, continue sa distribution en haussant les épaules. Les Alsaciens, qui savent que déjà les Français sont en route, considèrent cette révolution comme une mascarade, une dernière bêtise venant s'ajouter à bon nombre d'autres. Aussi le soldat se défile, de peur qu'on ne lui fasse un mauvais parti. » Spindler rentre chez lui et écrit : « La nouvelle de la révolution est déjà parvenue à Bœrsch avec des détails plus ou moins fantaisistes : on n'y attache pas grande importance et on la considère comme une manœuvre machiavélique inventée pour éluder l'armistice. »
À Mulhouse, Husser nous parle d'une explosion de cocardes tricolores : « Même des personnes à l'allure tout à fait sérieuse par ailleurs en sont pourvues ». Un « conseil militaire » nous dit-il, ordonne aux soldats de les retirer de gré ou de force ; on ne sait pas avec quel succès. En tout cas ce conseil ne peut empêcher les manifestations devant le domicile des gens mal vus, « entre autres des enseignants qui se sont rendus odieux par des dénonciations », voire des voies de fait contre des individus : « Il paraît aussi que le docteur Wegelin a été molesté. En établissant sans ménagement des certificats d'aptitude au service armé, il s'est fait des ennemis acharnés. » Le conseil militaire semble d'ailleurs coopérer avec le conseil municipal pour lancer des appels au calme. Une milice civile est constituée pour maintenir l'ordre, mais une délégation est envoyée dans le camp français pour demander aux troupes françaises de venir le plus tôt possible pour empêcher les troubles après le départ des troupes allemandes.
Selon Spindler, la révolution communiste du 10 novembre n'aurait été qu'une comédie destinée à garder l'Alsace-Lorraine dans le Reich, même s'ils ne connaissaient pas, bien sûr, les télégrammes secrets de Hindenburg ordonnant à tous les chefs militaires de s'entendre à tout prix avec les conseils de soldats et, le cas échéant, d'en provoquer la constitution. D'ailleurs pendant fort longtemps cet épisode n'a guère paru intéressant aux historiens, au point que Robert Heitz constatait en 1968 la pauvreté des publications à ce sujet, tandis que Pierri Zind, historien indépendantiste, évoque beaucoup moins les péripéties, d'ailleurs confuses, des conseils d'ouvriers et de soldats, préférant s'attarder sur les jeux parlementaires du Landtag dont il déplore l'échec.

### Le règlement de la question alsacienne-lorraine

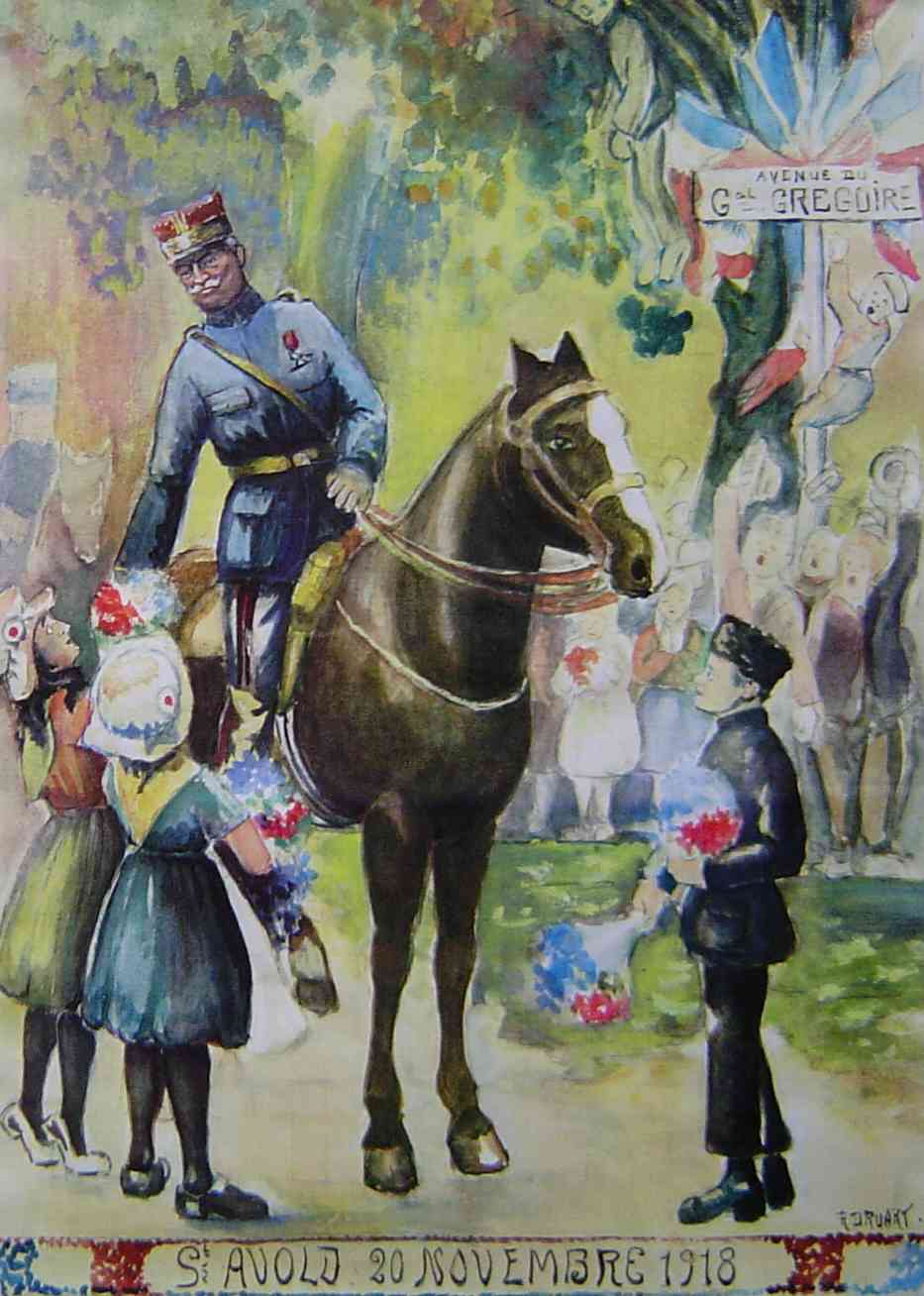
Entrée des troupes Françaises à Saint-Avold.

Contrairement aux espoirs des dirigeants de l'ancien Reichland d'Alsace-Lorraine ayant cru dans les promesses du Président Wilson, le territoire ne pourra bénéficier du nouveau droit des peuples à disposer d'eux-mêmes, et sera rattaché autoritairement à la France dans le cadre du traité de Versailles sans consultation, ce qui créera des ressentiments.
L'Alsace, ainsi que le territoire du District de Lorraine, retournent à la France en conservant un régime juridique particulier. Ce territoire est alors partagée en trois départements :
- la Moselle regroupant les territoires lorrains non vosgiens perdus en 1871 ;
- le Haut-Rhin ;
- le Bas-Rhin qui conserve les cantons de Schirmeck et de Saales pourtant vosgiens avant application du traité de Francfort de 1871.

Ces cantons de Schirmeck et de Saales restant intégrés au département du Bas-Rhin (arrondissement de Molsheim), le département des Vosges demeure donc amputé des cantons de la haute vallée de la Bruche qu'il avait perdus en 1871.
L'arrondissement de Belfort, détaché du Haut-Rhin pour rester français, n'est pas davantage réuni à son département d'origine . Il formera en 1922 un département de plein exercice sous le nom de Territoire de Belfort.
Par ailleurs, la Meurthe-et-Moselle demeure en l'état et conserve strictement les limites départementales dans lesquelles elle s'inscrit depuis 1871.
Sur le plan linguistique, dans les territoires ainsi recouvrés, le français remplaça l'allemand dans les services publics ainsi qu'à l'école selon la méthode d'enseignement directe, qui consistait sans transition à utiliser le français. Ce manque d'égard pour les populations majoritairement germanophones fut un drame, notamment pour les populations plattophones et alsacophones demeurées francophiles, alors même que les Allemands avaient laissé un enseignement francophone dans les parties non-germanophones du Reichsland : en Moselle romanophone et dans le pays welche.
Les Alsaciens-Lorrains furent divisés par une commission des triages en quatre classes de citoyens, qui marquées par les inscriptions A-B-C-D sur leur carte d'identité. Ce classement des citoyens fut établi en fonction de leur ascendance et caractéristique du degré de francophilie. Chaque classe correspondait à des droits civiques différents.
Les autorités françaises mirent en place une politique d'épuration assez brutale, et environ 200 000 résidents Lorrains ou Alsaciens, décrétés « Allemands » ou considérés comme insuffisamment francophiles furent soudainement expulsés, leurs biens étant confisqués,, tandis que des Alsaciens et des Lorrains dont les familles avaient quitté leurs régions natales et opté pour la France lors de la cession à l'Allemagne en 1871 effectuent le mouvement inverse. La moitié des Allemands expulsés parvient ensuite à revenir à la demande des États-Unis.
L’incompréhension des soldats et de l’opinion française face à la découverte de la réalité de la situation des Alsaciens-Lorrains, globalement bien intégrés dans le Reich, à l’encontre des stéréotypes de la propagande instillée en France avant et pendant la guerre, la précipitation à vouloir intégrer le plus vite possible ces régions dans le giron républicain français (laïcité exceptée), la francisation à outrance et les expulsions brutales conduiront au « malaise Alsacien-Lorrain » qui se manifestera dès le début de l'année 1919, et jusqu'à la veille de la Seconde Guerre mondiale, se manifestant par un taux particulièrement élevé de soutien pour les partis autonomistes lors des différentes élections.

## Témoignages
Concernant les événements de novembre 1918, voici ce qu'en disait un demi-siècle plus tard Robert Heitz, témoin de son temps, sous le titre « Une immense confusion » :

« Les semaines qui ont précédé la libération du 22 novembre 1918 ont été marquées par une immense confusion de mouvements de foule, de cortèges, de manifestations, de pillages, de bagarres, de fusillades, mais aussi d'intrigues secrètes, de palabres, de faux-semblants et de double jeu, écheveau embrouillé dont il est difficile de dévider les fils. D'autant plus qu'aucun des principaux acteurs de la tragi-comédie locale qui faisait suite au grand massacre n'a laissé un récit complet des événements. »

Et à la fin de l'article il donne sept publications dont il considère qu'on puisse tirer quelque chose. Cette pauvreté de l'information peut étonner, mais certains[Qui ?] voient la « révolution des conseils » comme une tentative désespérée de la part des autorités allemandes pour garder l'Alsace-Lorraine au sein du Reich ; ce n'était pas la peine d'en parler[pourquoi ?].

## Dates clés
- 9 novembre : premières manifestations importantes à Strasbourg.
- 10 novembre : manifestations ; des conseils révolutionnaires se forment à Strasbourg, Colmar, Mulhouse, Sélestat, Haguenau, Schiltigheim, Bischwiller, Molsheim, Erstein, Saverne, ainsi qu'à Metz.
- 13 novembre : le drapeau rouge flotte sur la cathédrale de Strasbourg, et y reste jusqu'au 20 novembre.
- 17 novembre : l’Armée française entre dans Mulhouse, Cernay, Altkirch et Ribeauvillé.
- 18 novembre : les troupes françaises entrent dans Colmar (général Messimy) et Sélestat.
- 19 novembre : elles font leur entrée solennelle dans Metz (général Pétain) et Saverne.
- 20 novembre : les troupes françaises entrent dans Obernai.
- 21 novembre : elles commencent à arriver à Strasbourg.
- 22 novembre : Strasbourg (général Gouraud) et Bouxwiller redeviennent françaises.
- 23 novembre : les troupes françaises entrent dans Wœrth et Bischwiller.
- 24 novembre : elles entrent dans Wissembourg et Seltz.
- 25 novembre : elles sont à Lauterbourg.
- 26 novembre : Haguenau redevient français ; l'armée française contrôle l'Alsace-Lorraine.

#### Articles de revue
- « Chronologie strasbourgeoise : octobre-novembre 1918 », Almémos : Bulletin de l'association Alsace mémoire du mouvement social, no 20,‎ juillet 2014, p. 4-12 (ISSN 2257-7270, lire en ligne)
- Christian Baechler, « La question de la neutralité de l’Alsace-Lorraine à la fin de la Première Guerre mondiale et pendant le congrès de paix (1917-1920) », Revue d'Alsace, no 114,‎ 1988, p. 185-208 (ISSN 0181-0448)
- Hervé de Chalendar, « Jacques Peirotes, stratège, francophile et socialiste », Les Saisons d'Alsace, no 77,‎ septembre 2018, p. 38-39 (ISSN 0048-9018)
- Francis Grandhomme, « Retrouver la frontière du Rhin en 1918 : l’entrée des poilus en Alsace et le retour à la France », Revue d'Alsace, no 139,‎ 2013, p. 237-258 (ISSN 0181-0448, lire en ligne)
- Jean-Noël Grandhomme, « Le retour de l'Alsace-Lorraine », L'Histoire, no 336,‎ novembre 2008, p. 60-63 (ISSN 0182-2411)
- Jean-Claude Richez, « La révolution de novembre 1918 en Alsace dans les petites villes et les campagnes », Revue d'Alsace, no 107,‎ 1981, p. 38-39 (ISSN 0181-0448)
- Jean-Claude Richez, « Quand ouvriers et soldats ont pris le pouvoir », Les Saisons d'Alsace, no 77,‎ septembre 2018, p. 40-45 (ISSN 0048-9018)
- Joseph Schmauch, « Novembre 1918. L’administration française s’établit en Alsace-Lorraine », Revue d'Alsace, no 139,‎ 2013, p. 259-276 (ISSN 0181-0448, lire en ligne)

#### Ouvrages
- Christian Baechler, Les Alsaciens et le grand tournant de 1918, Strasbourg, Développement et communauté, 1972, 158 p.
- Christian Baechler, Le parti catholique alsacien, 1890-1939 : du Reichsland à la République jacobine, Paris, Éditions Ophrys, 1982, XXI-764 p. (ISBN 978-2-7080-0516-7)
- Christian Baechler, « Affiches, tracts et révolution : les événements de novembre 1918 à Strasbourg », dans Orages de papier : 1914-1918, les collections de guerre des bibliothèques, Paris, Somogy éditions d'art, 2008, 263 p. (ISBN 978-2-7572-0224-1)
- Pierre Brasme, De la Lorraine allemande à la Moselle française : le retour à la France 1918-1919, Metz, Éditions des Paraiges, 2018, 268 p. (ISBN 978-2-3753-5077-5)
- Pierre Broué, Révolution en Allemagne : 1917-1923, Paris, Les Éditions de Minuit, 1971, 988 p. (ISBN 2-7073-0167-1)
- Alfred Döblin (trad. Maryvonne Litaize et Yasmin Hoffmann), Bourgeois & soldats, Marseille, Agone, 2009, XLVI-417 p. (ISBN 978-2-7489-0099-6 et 978-2-7489-0115-3)
- Christian Baechler, Les Alsaciens et le grand tournant de 1918, Strasbourg, Développement et communauté, 1972, 158 p.
- Jean-Pierre Legendre, « La chute des idoles germaniques : l’iconoclasme à Metz en novembre 1918 », dans Jean-Noël Grandhomme, Boches ou tricolores ? Les Alsaciens-Lorrains dans la Grande Guerre, Strasbourg, La Nuée bleue, 2008, 461 p. (ISBN 978-2-7165-0741-7)
- Jean-Noël Grandhomme et Francis Grandhomme, Les Alsaciens-Lorrains dans la Grande Guerre, Strasbourg, La Nuée bleue, 2013, 508 p. (ISBN 978-2-7165-0825-4)
- Jacques Granier, Novembre 18 en Alsace : album du cinquantenaire, Strasbourg, Éditions des Dernières nouvelles de Strasbourg, 1969, 160 p.
- Chris Harman, La révolution allemande : 1918-1923, Paris, La Fabrique éditions, 2015, 410 p. (ISBN 978-2-3587-2072-4)
- François-Jacques Himly, Chronologie de la Basse Alsace : Ier – XXe siècle, Strasbourg, [éditeur inconnu], 1972, 126 p.
- Philippe Husser, Un instituteur alsacien : entre France et Allemagne, journal, 1914-1951, Paris, Hachette, 1989, 427 p. (ISBN 978-2-0101-4357-1)
- Georges Livet et Francis Rapp, Histoire de Strasbourg des origines à nos jours, Strasbourg de 1815 à nos jours : XIXe et XXe siècles, Strasbourg, Dernières nouvelles de Strasbourg, 1982, XXVII-799 p. (ISBN 978-2-7165-0041-8)
- Georges Livet et Francis Rapp, Histoire de Strasbourg, Toulouse, Privat, 1987, 528 p. (ISBN 978-2-7089-4726-9)
- Françoise Olivier-Utard, De l'Allemagne à la France : le mouvement ouvrier en Alsace-Lorraine (1890-1920), Strasbourg, Publications de la société savante d'Alsace, 2018, 375 p. (ISBN 978-2-9049-2051-6)
- Jean-Claude Richez, Léon Strauss, François Igersheim et Stéphane Jonas, Jacques Peirotes et le socialisme en Alsace : 1869-1935, Strasbourg, BF Editions, 1989, 220 p. (ISBN 978-2-906-99509-3)
- Jean-Claude Richez (dir.), « Conseils de soldats et d’ouvriers (1918) », dans Roland Recht et Jean-Claude Richez, Dictionnaire culturel de Strasbourg : 1880-1930, Strasbourg, Presses universitaires de Strasbourg, 2017, 597 p. (ISBN 978-2-8682-0988-7)
- Jean-Claude Richez, Une révolution oubliée : novembre 1918, la révolution des conseils ouvriers et de soldats en Alsace-Lorraine, Strasbourg, Syllepse, 2020, 254 p. (ISBN 978-2-8495-0831-2)
- François Roth, La Lorraine annexée : étude sur la présidence de Lorraine dans l'Empire allemand, 1870-1918, Strasbourg, Éd. Serpenoise, 2011, nouvelle édition éd., 751 p. (ISBN 978-2-8769-2866-4)
- Joseph Schmauch, Réintégrer les départements annexés : le gouvernement et les services d'Alsace-Lorraine (1914-1919), Strasbourg, Éditions des Paraiges, 2019, 548 p. (ISBN 978-2-3753-5107-9)
- Alfred Wahl et Jean-Claude Richez, L'Alsace entre France et Allemagne : 1850-1950, Paris, Hachette, 1994, 347 p. (ISBN 978-2-012-35104-2)
- Bernard Wittmann, Une épuration ethnique à la française : Alsace-Moselle 1918-1922, Fouenant, Yoran Embanner, 2016, 222 p. (ISBN 978-2-367-47026-9)
- Pierre Zind, Elsass-Lothringen, Alsace Lorraine : une nation interdite, 1870-1940, Paris, Copernic, 1979, 688 p. (ISBN 978-2-859-84048-8)

#### Presse
- Hervé Delouche et Didier Daeninckx, « Un soviet à Strasbourg », Politis,‎ 17 novembre 1988 (ISSN 0985-1003)
- Christian Baechler, « Les "nœuds" du malaise alsacien », Dernières Nouvelles d'Alsace,‎ 18 novembre 2008 (ISSN 2426-0703)
- Jacques Fortier, « La chute de l'Empire », Dernières Nouvelles d'Alsace,‎ 16 novembre 2008 (ISSN 2426-0703)
- Jean-Claude Richez, « Les "conseils" de 1918 annoncent les grèves de 1919 », Dernières Nouvelles d'Alsace,‎ 16 novembre 2008 (ISSN 2426-0703)

#### Thèses et mémoires
- Christian Baechler, L’Alsace entre la guerre et la paix : recherches sur l'opinion publique (1917-1918), vol. 1-3, Strasbourg, Université de Strasbourg, Faculté des Lettres et des Sciences humaines, 1969, 446-XLVI p.
- Jean-Claude Richez, Conseils ouvriers et Conseils de soldats : revendications de classes et revendications nationales en Alsace en novembre 1918, vol. 1-3, Strasbourg, Université de Strasbourg-II, 1979, 132-VIIL p.
- Mathieu Puig, Novembre 1918 : révolution en Alsace-Lorraine ?, Toulouse, Université Toulouse-2-Jean-Jaurès, 2021, 246 p.

### Filmographie
- Archives de l'INA, images d'époque et commentaire de Jacques Meyer
- Quand le drapeau rouge flottait sur la cathédrale, film documentaire de Jean-Noël Delamarre : « Entre le 8 et le 22 novembre 1918, des conseils de soldats et d'ouvriers sont constitués dans les villes d'Alsace par des marins... », diffusion sur la LCP le 7 et le 9 août 2010.